# 山門三塔坂本惣絵図

『山門三塔坂本惣絵図』第1鋪 (比叡山延暦寺の横川地区と東麓の坂本地区の地図)

『山門三塔坂本惣絵図』第2鋪 (比叡山延暦寺の東塔地区と西塔地区の地図)

『山門三塔坂本惣絵図』（旧字体: 山門三塔坂本惣繪圖）（さんもんさんとうさかもとそうえず）は、比叡山延暦寺の境内と坂本地区を描いた古地図。成立年代は1767年（江戸時代中期）。作者不詳。第1鋪と第2鋪の2つの地図で構成される。
- 第1鋪には、比叡山延暦寺の横川地区と、比叡山の東麓の坂本地区（現在の滋賀県大津市坂本）が描かれている。
- 第2鋪には、比叡山延暦寺の東塔地区と西塔地区が描かれている。

## 題名の意味
『山門三塔坂本惣絵図』という題名の意味は、「比叡山延暦寺の境内にある、東塔地区、西塔地区、横川地区（北塔地区）の3つの地区と坂本地区の全体地図」という意味である。
『山門三塔坂本惣絵図』という題名を構成するそれぞれの言葉の意味は、下記の通りである。
- 「山門」とは、比叡山延暦寺の通称である。
- 「三塔」とは、比叡山延暦寺の境内にある、東塔地区、西塔地区、横川地区（北塔地区）の3つの地区の総称である。
- 「坂本」とは、比叡山の東麓にある坂本地区（現在の滋賀県大津市坂本）のことである。
- 「惣」とは、「すべて」という意味である。
- 「絵図」という言葉は、明治時代以前に、現在で言うところの「地図」の意味で使われていた言葉である。

## 史料として
比叡山延暦寺は、「古都京都の文化財（京都市、宇治市、大津市）」を構成する17の寺社のひとつとして、ユネスコの世界遺産に登録されている。また、比叡山延暦寺は、国宝である根本中堂をはじめとして、複数の国宝や数多くの重要文化財を保有している。このように、比叡山延暦寺は歴史的文化的に重要な場所であり、かつては現存しているよりも遥かに多くの文化財や史料を保有していた。
しかし、比叡山延暦寺の文化財や史料は、1571年の延暦寺焼打ち（元亀の法難）で被害を受け、その多くが失われた。そのため、かつての延暦寺の境内に存在した寺社の様子を伝える史料は数少ない。
『山門三塔坂本惣絵図』は、比叡山延暦寺の境内や坂本地区の寺社を描いた現存する古絵図の中では最も詳細なものであるとされており、1571年以前に存在した可能性のある寺社も描かれている。そのため、『山門三塔坂本惣絵図』は、かつての比叡山延暦寺に存在した寺社の様子を知るための貴重な史料である。

## 所蔵場所
『山門三塔坂本惣絵図』は、現在は国立公文書館に所蔵されている。（かつては内閣文庫に所蔵されていた。）

## 寸法
- 第1鋪の縦横サイズ : 横幅 280 cm x 縦長 187.5 cm[8]
- 第2鋪の縦横サイズ : 横幅 279 cm x 縦長 187.5 cm[8]

## 画像ファイル

### 『山門三塔坂本惣絵図』第1鋪

『山門三塔坂本惣絵図』第1鋪 (比叡山延暦寺の横川地区と東麓の坂本地区の地図)

#### JPEG (.jpg)

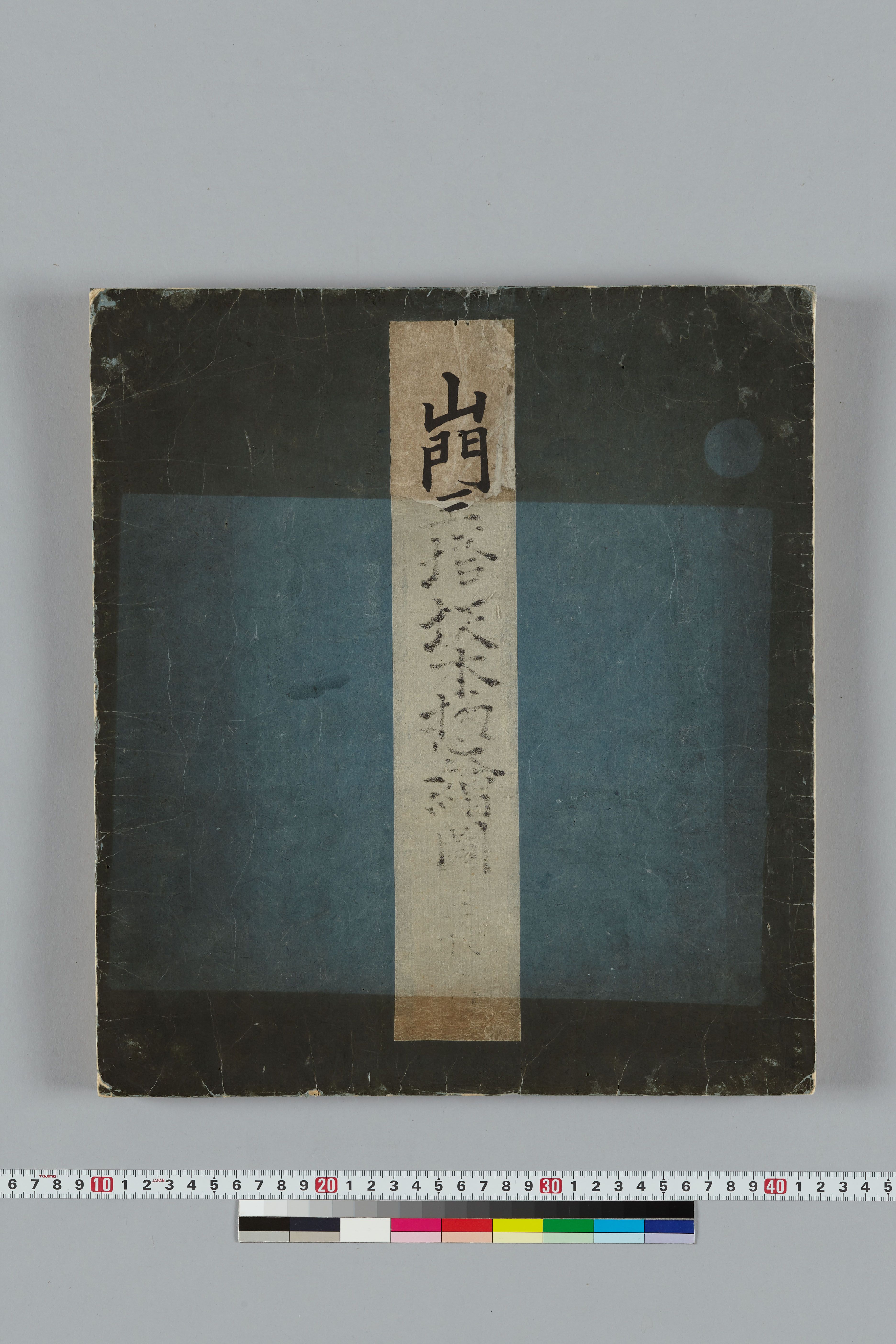
『山門三塔坂本惣絵図』第1鋪の表表紙
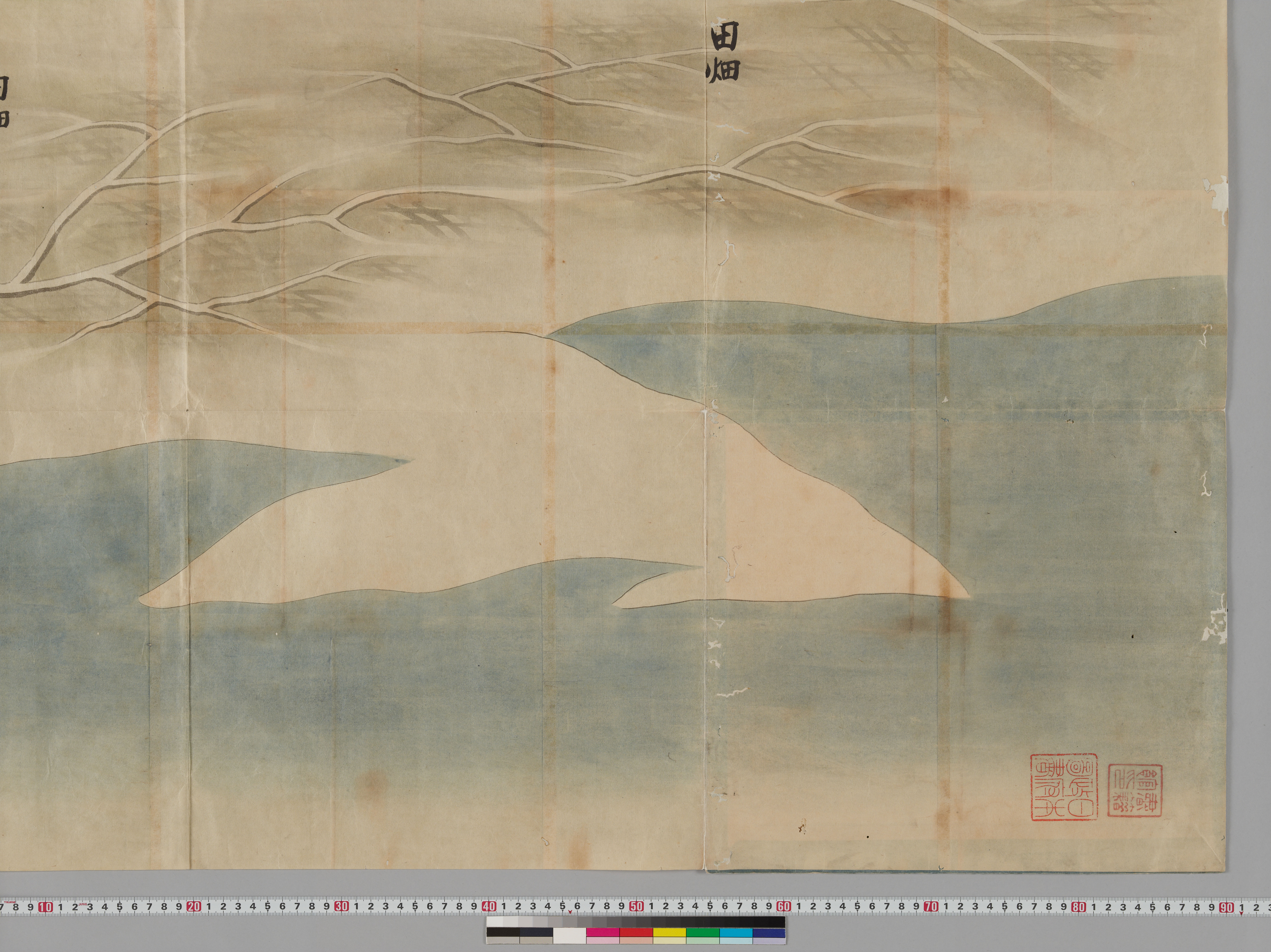
『山門三塔坂本惣絵図』第1鋪の断片1
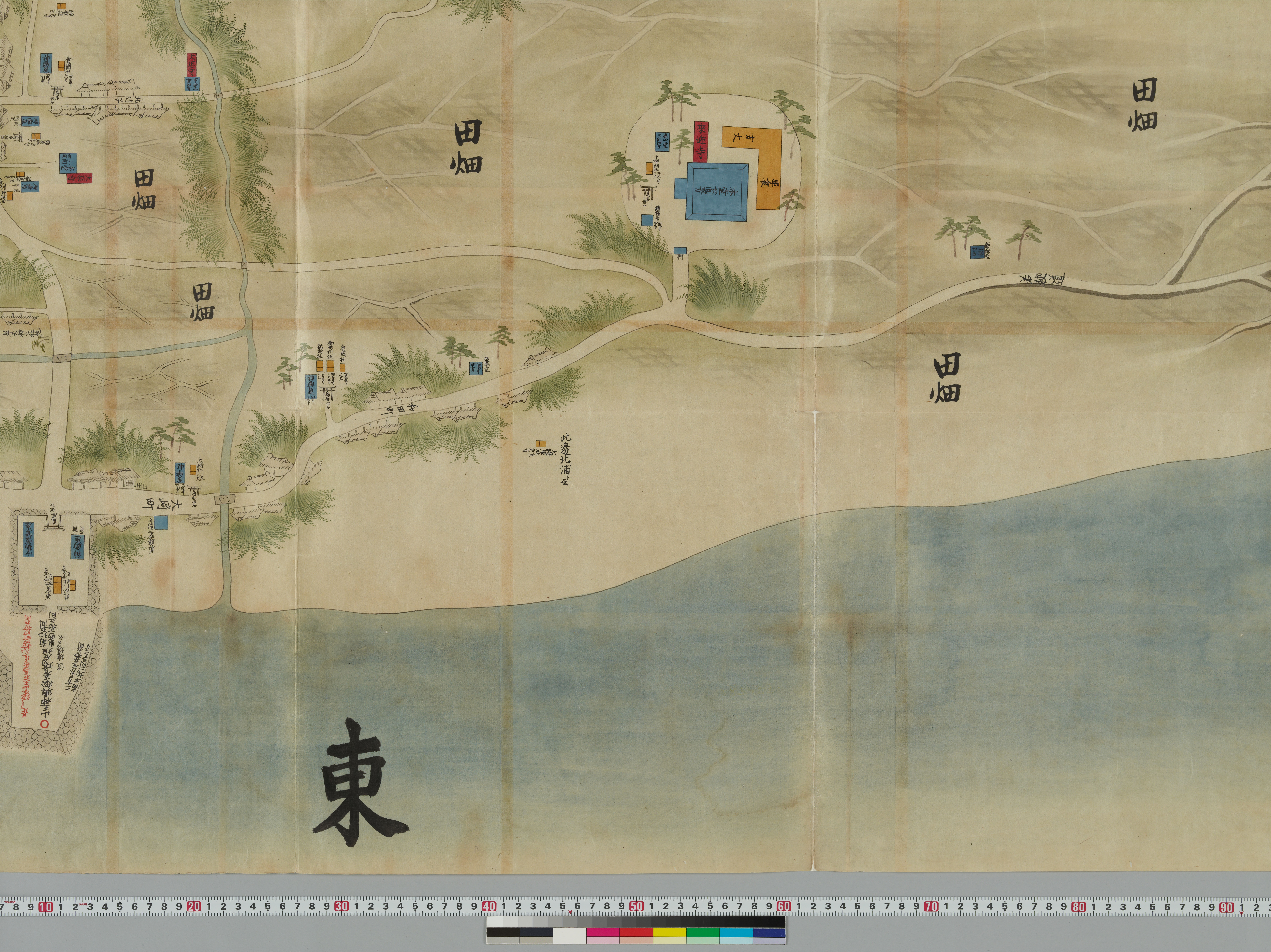
『山門三塔坂本惣絵図』第1鋪の断片2
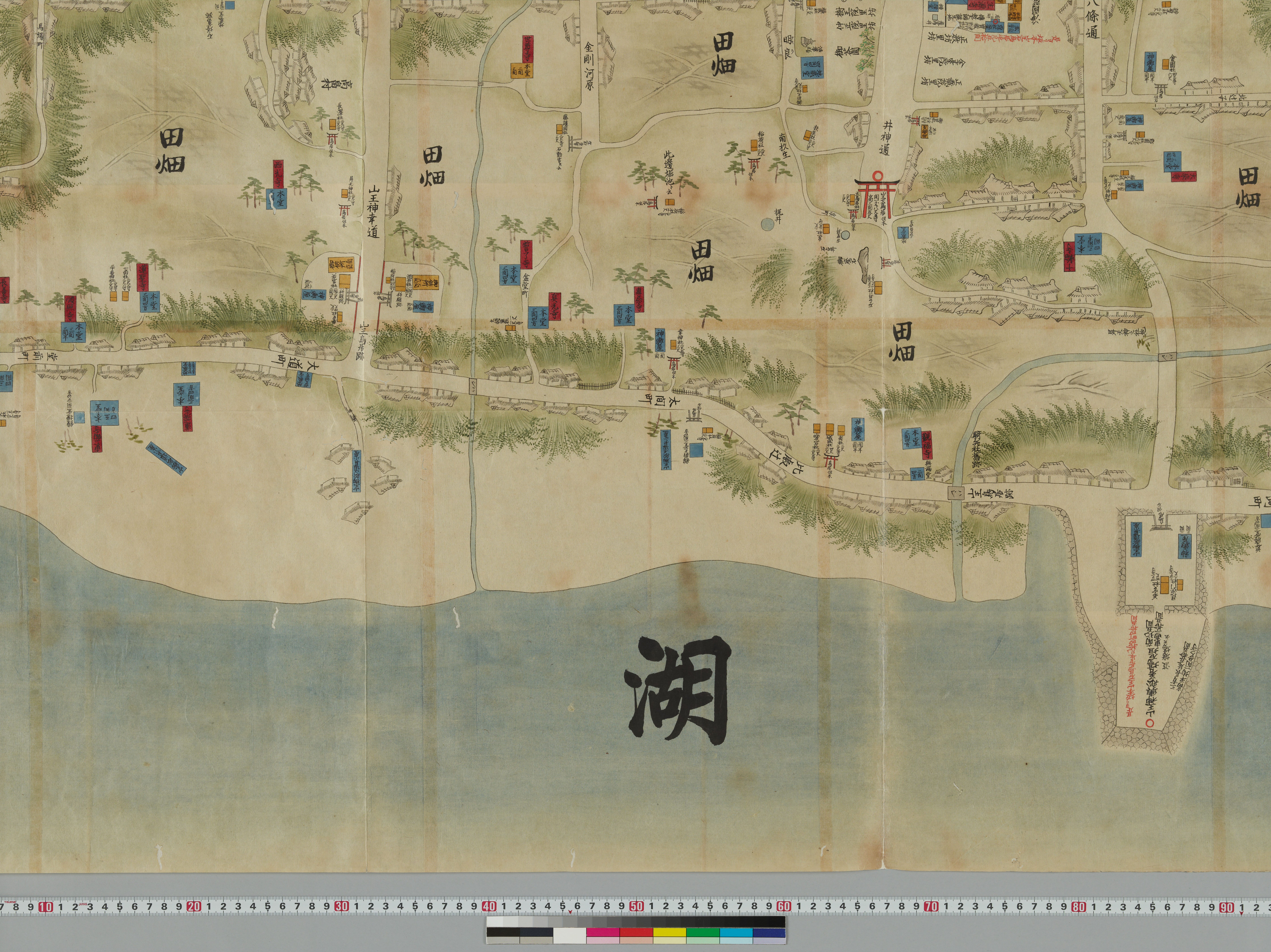
『山門三塔坂本惣絵図』第1鋪の断片3
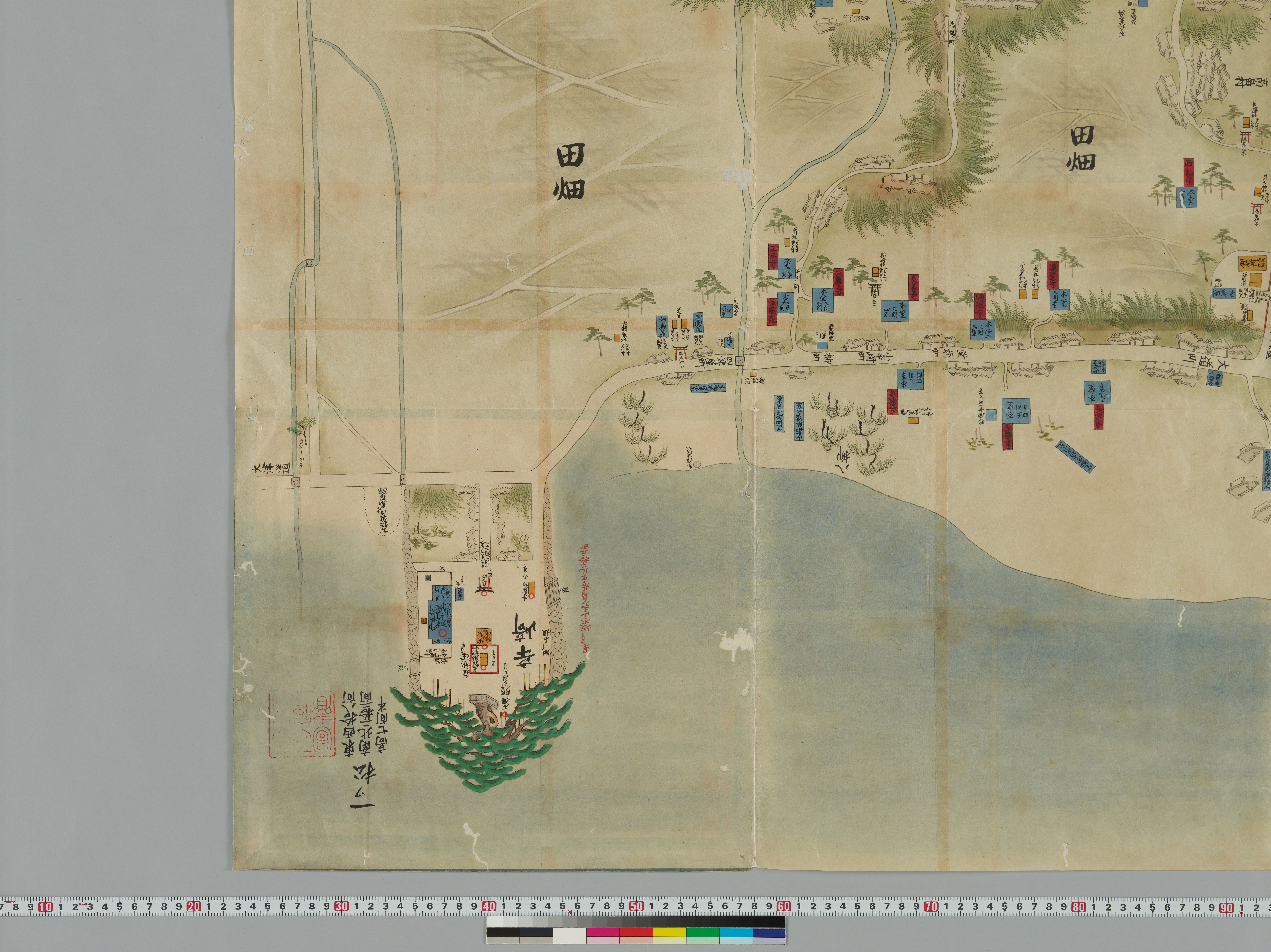
『山門三塔坂本惣絵図』第1鋪の断片4
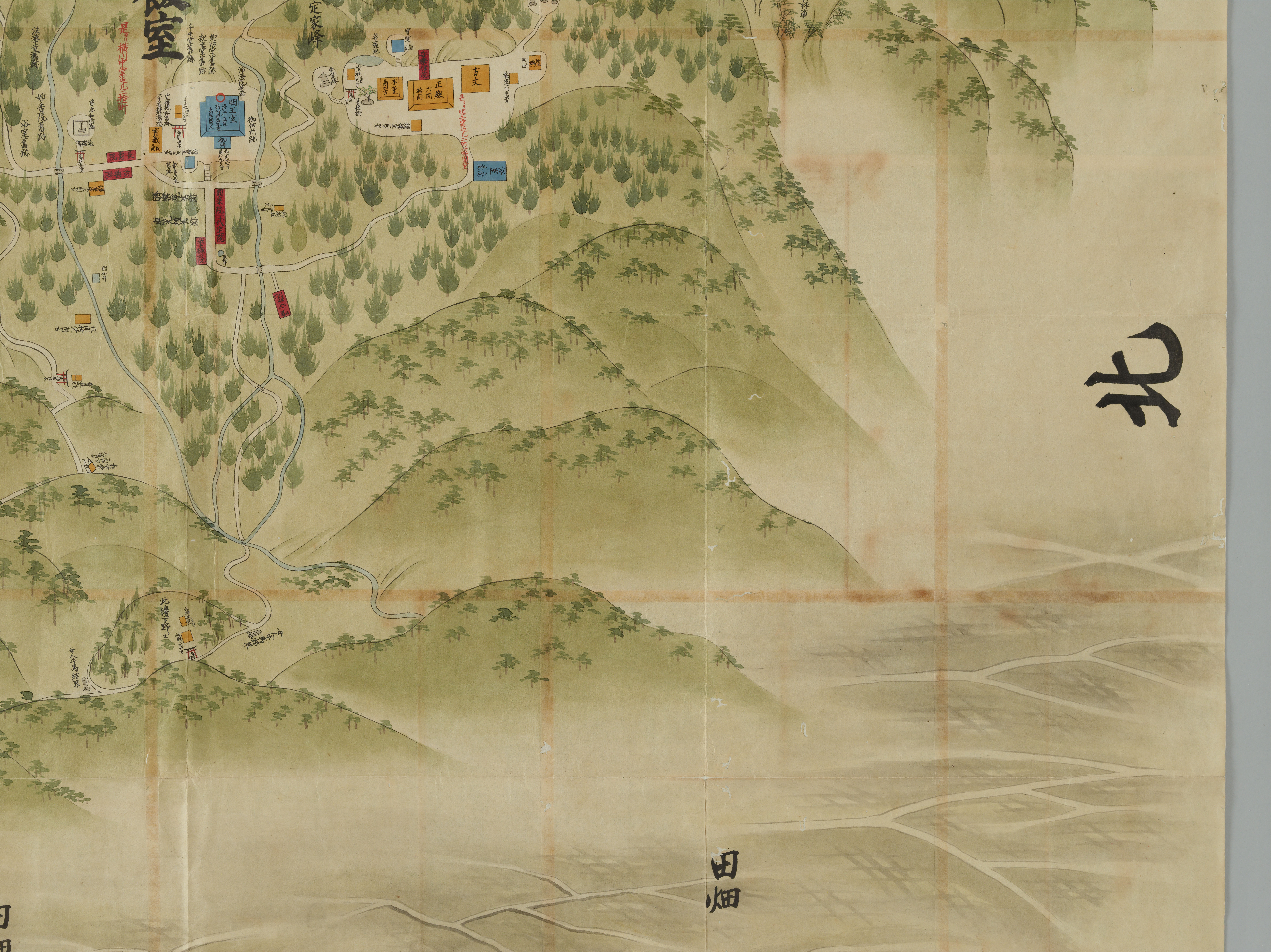
『山門三塔坂本惣絵図』第1鋪の断片5
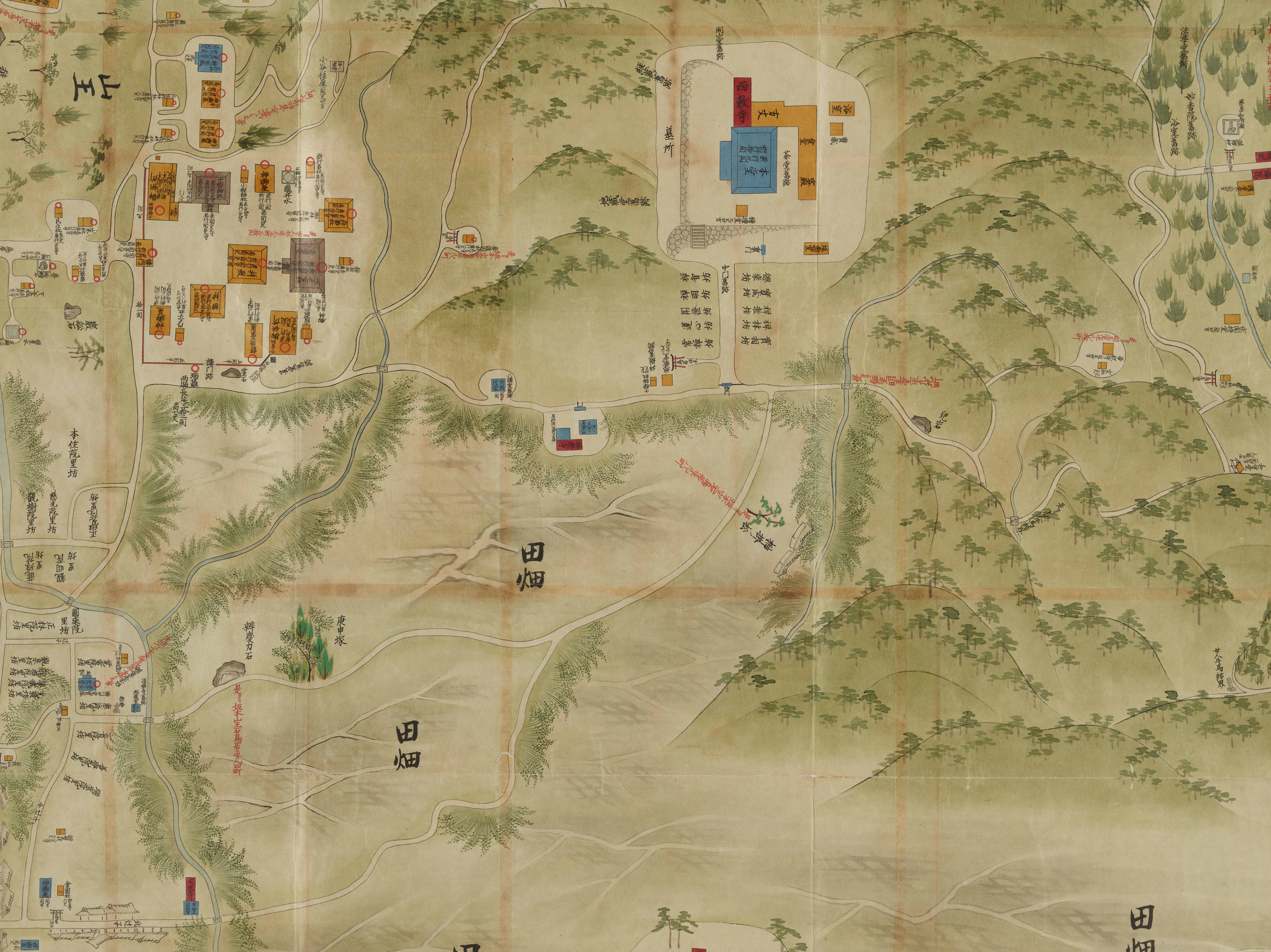
『山門三塔坂本惣絵図』第1鋪の断片6
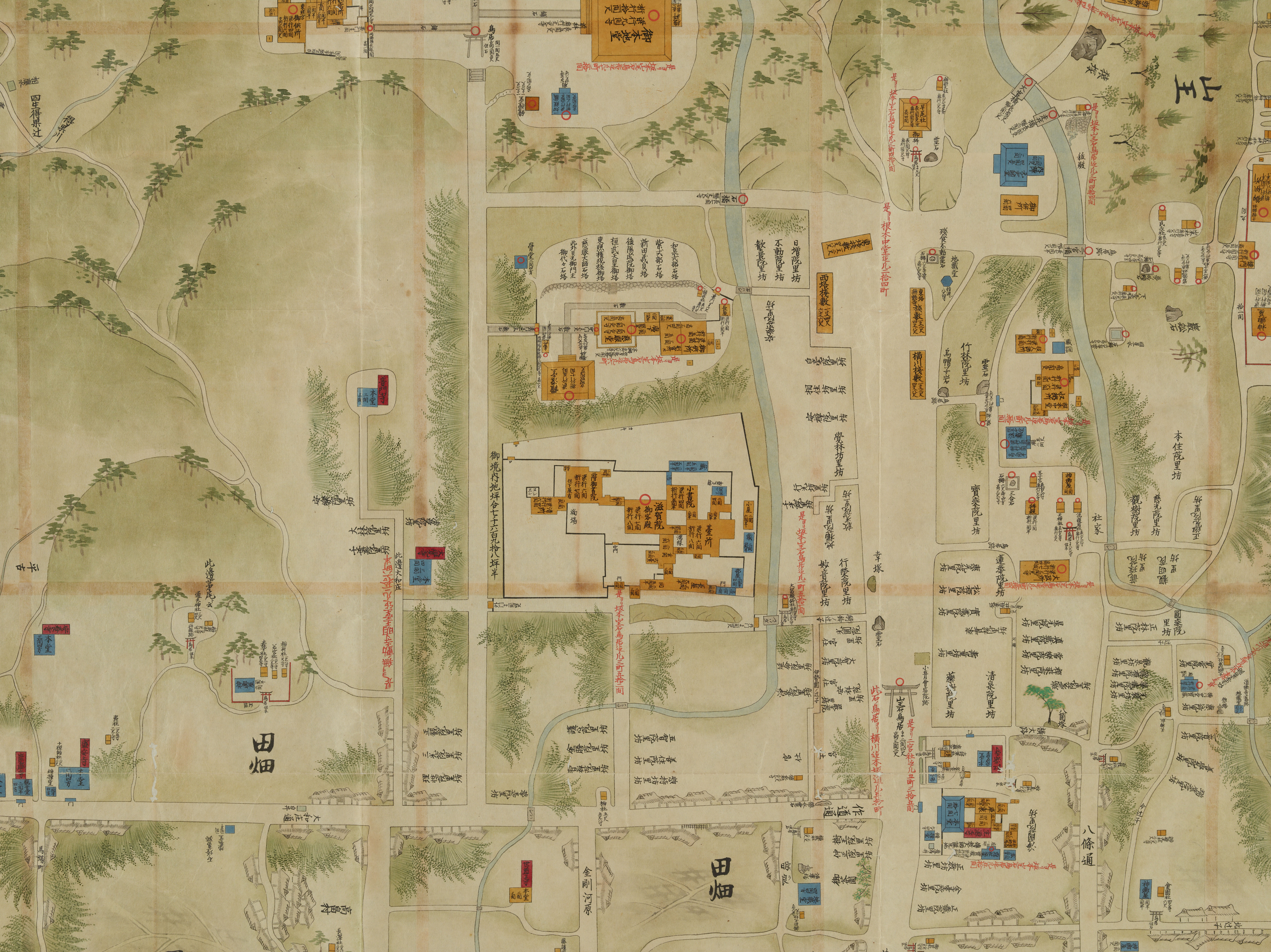
『山門三塔坂本惣絵図』第1鋪の断片7
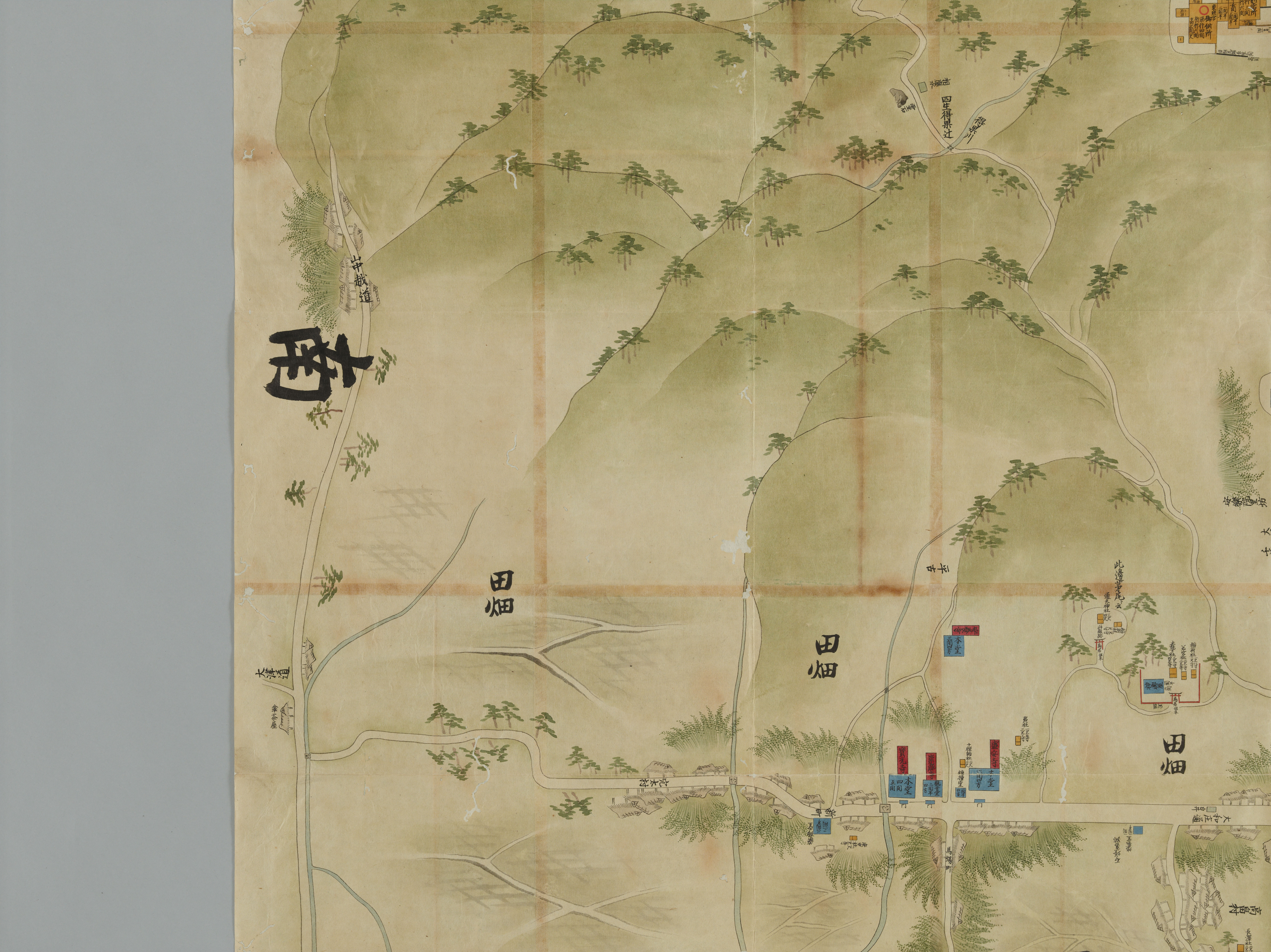
『山門三塔坂本惣絵図』第1鋪の断片8
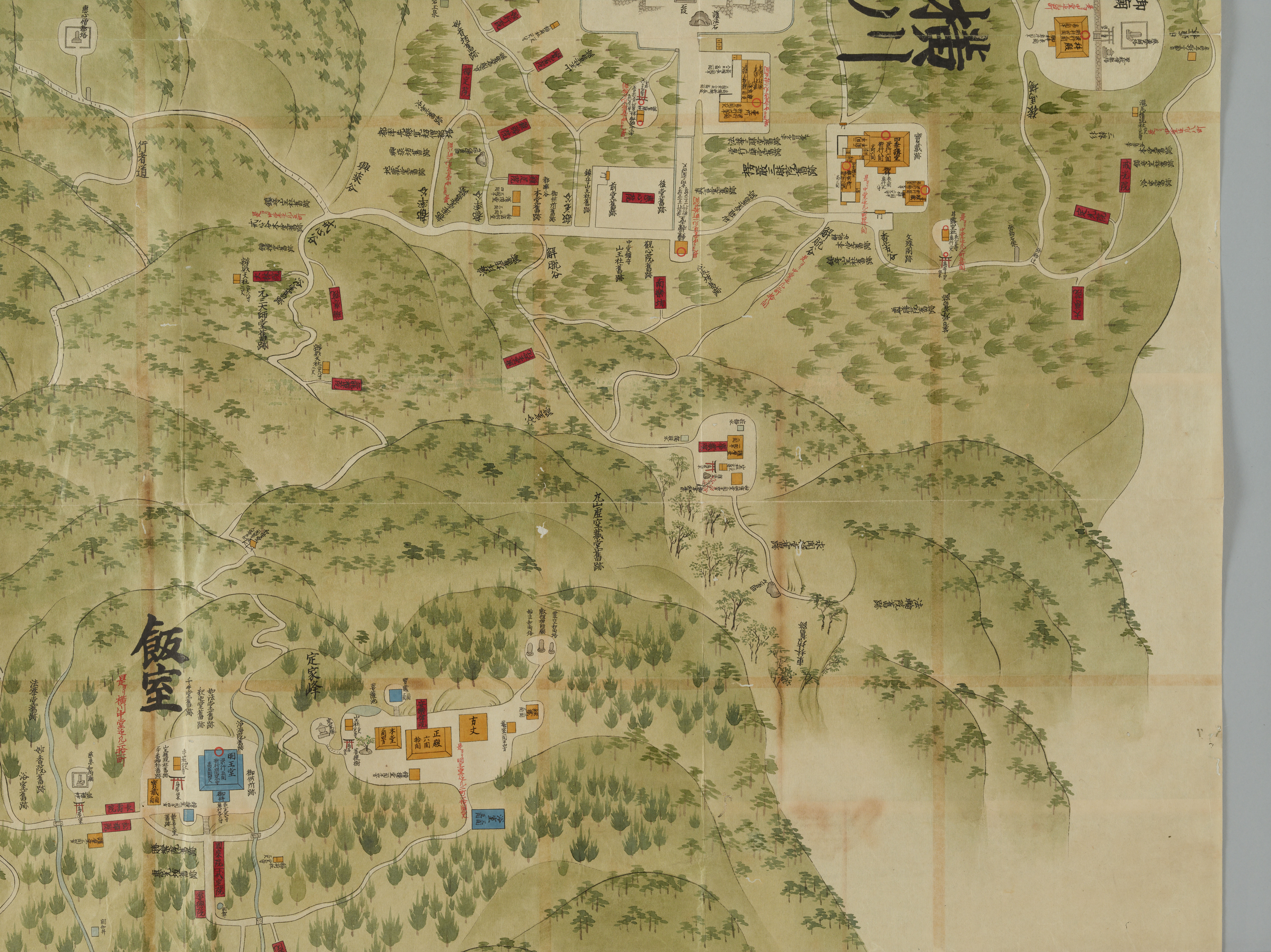
『山門三塔坂本惣絵図』第1鋪の断片9
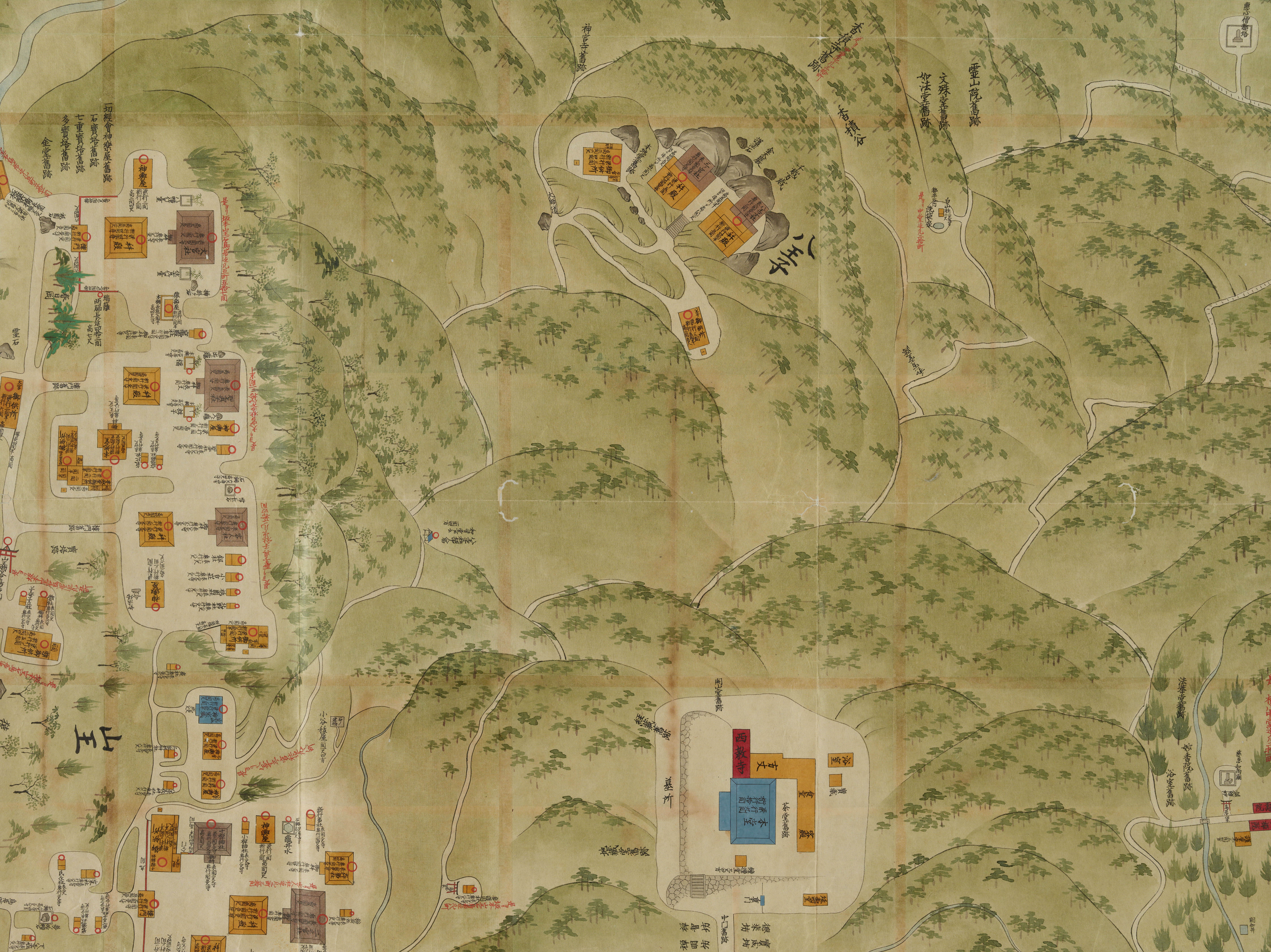
『山門三塔坂本惣絵図』第1鋪の断片10
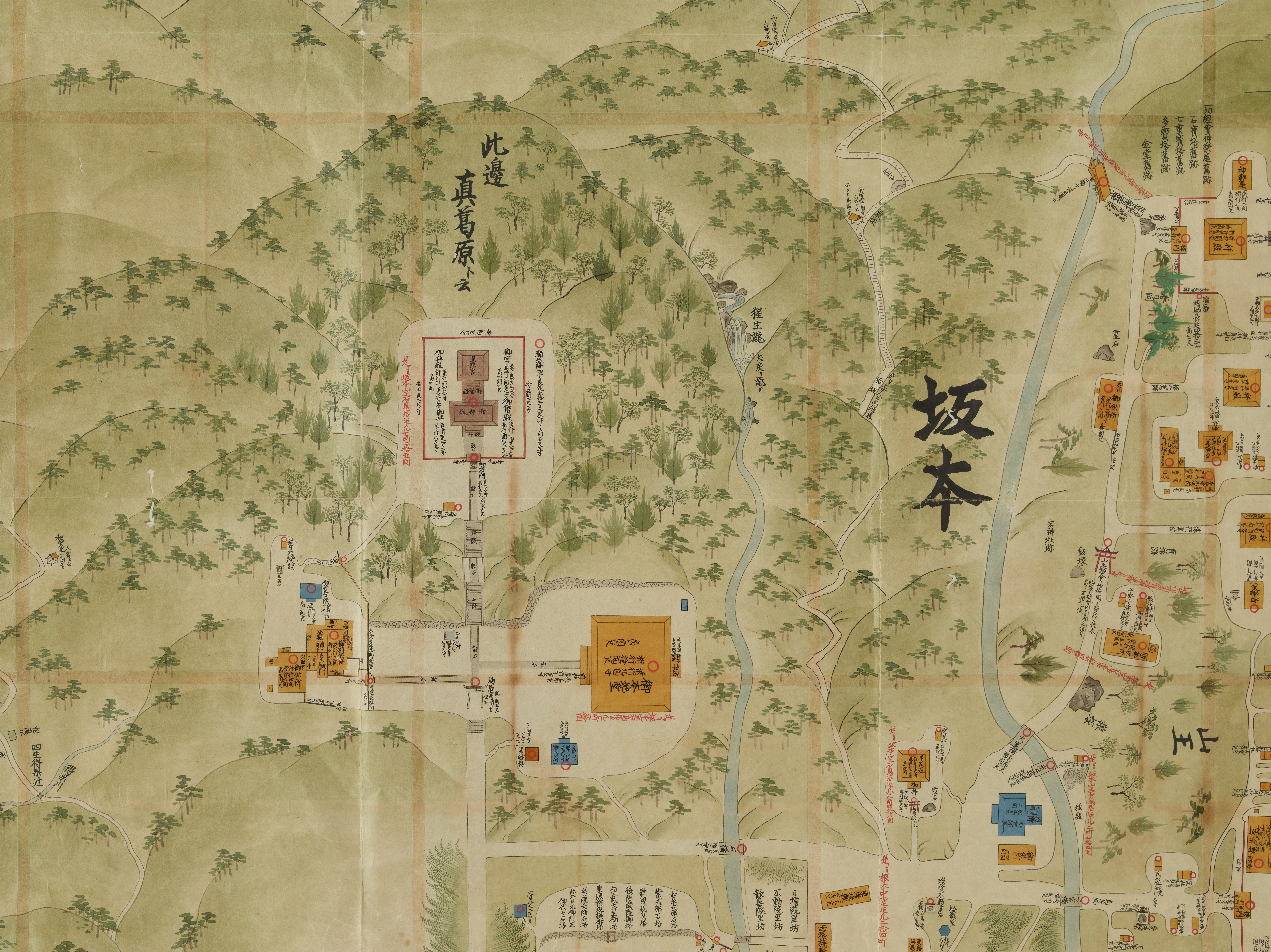
『山門三塔坂本惣絵図』第1鋪の断片11
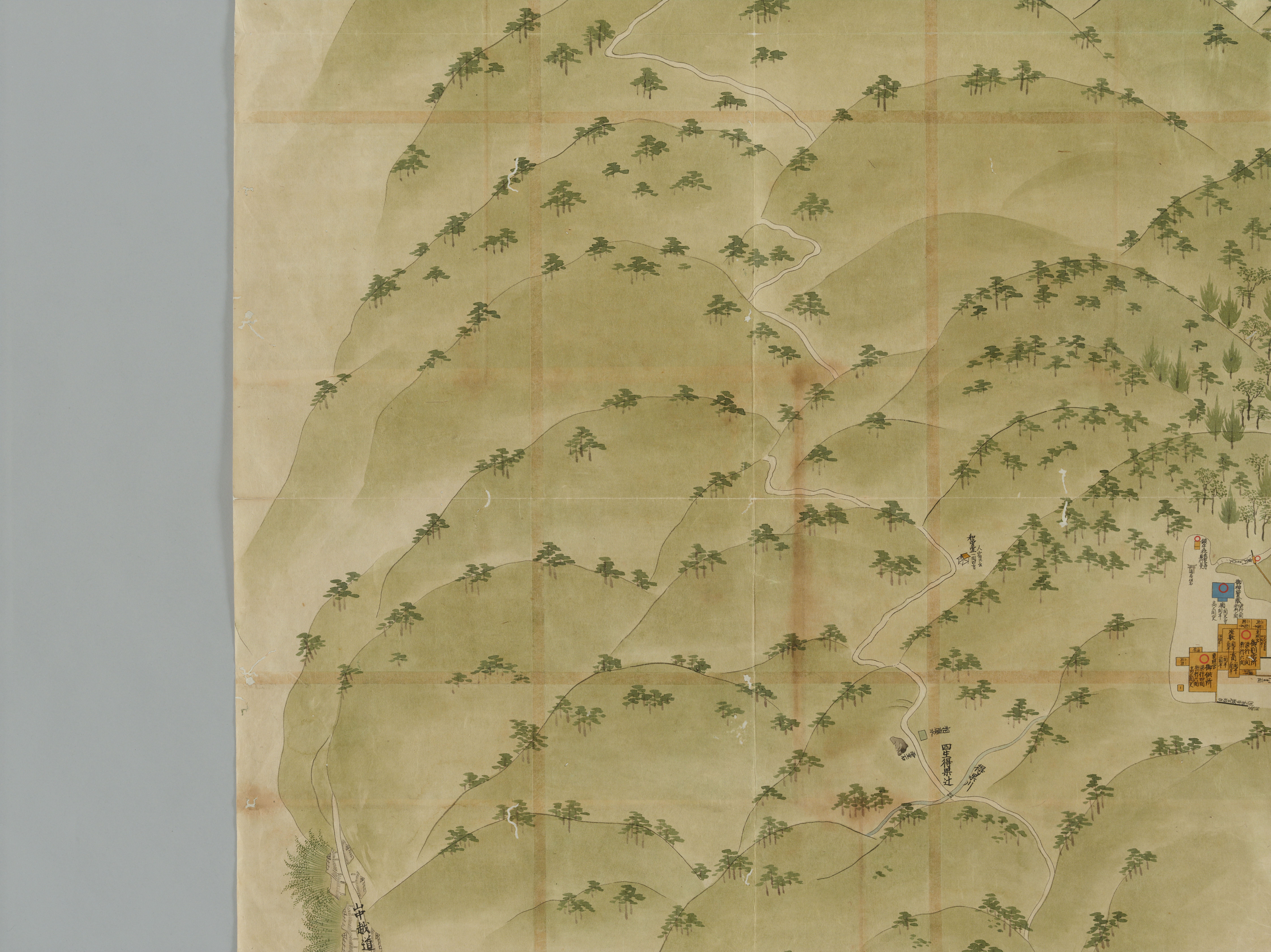
『山門三塔坂本惣絵図』第1鋪の断片12
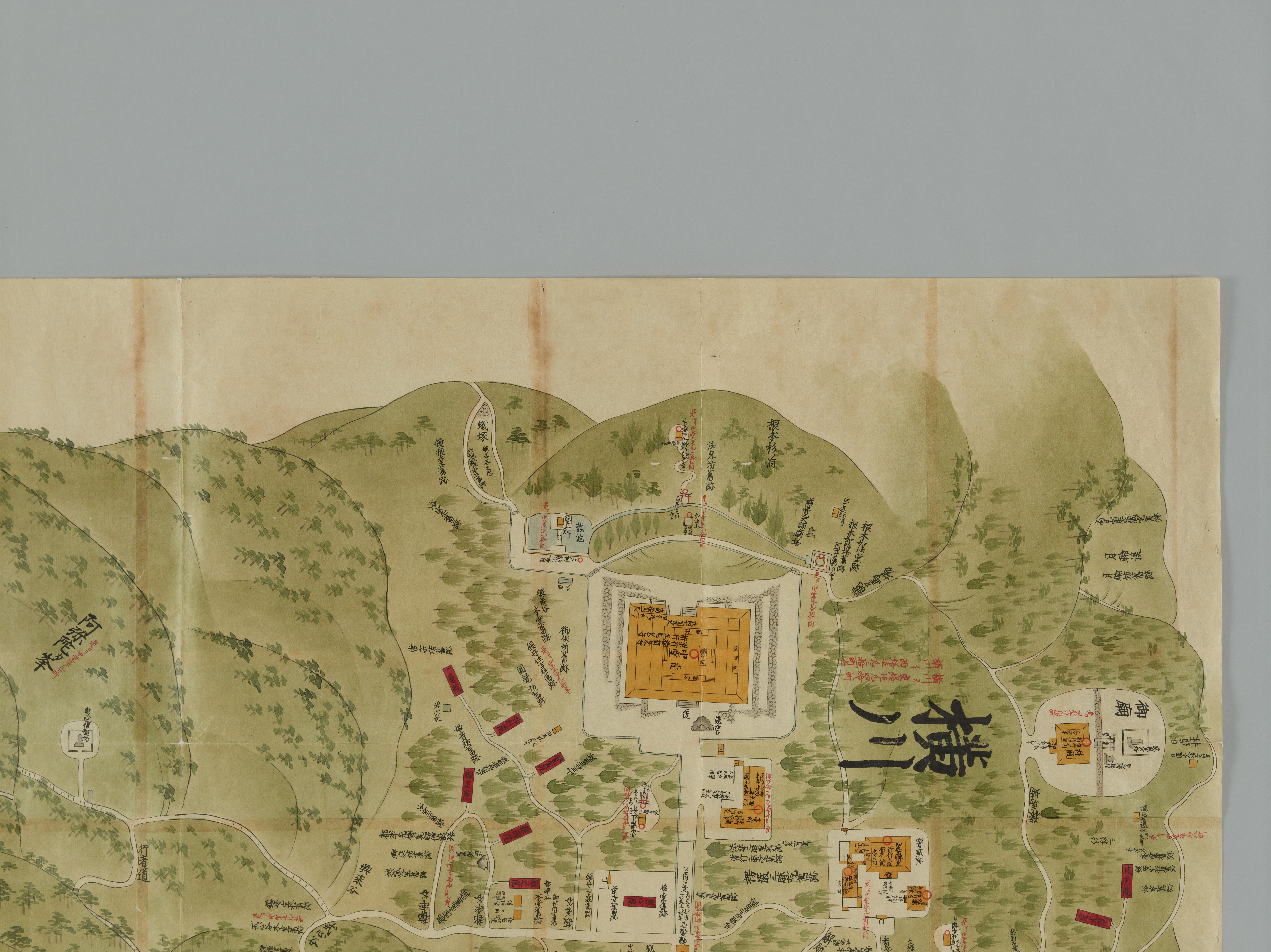
『山門三塔坂本惣絵図』第1鋪の断片13
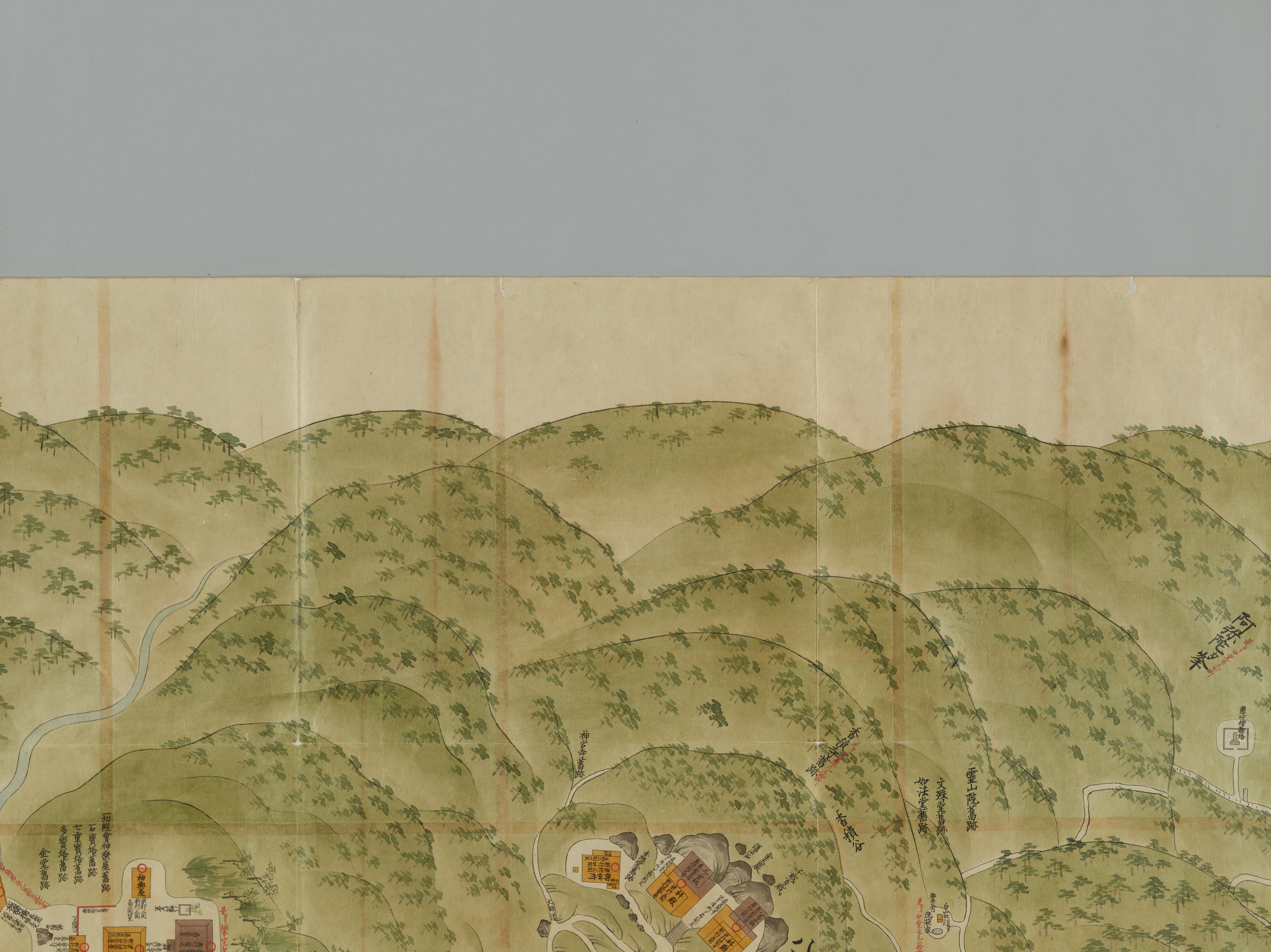
『山門三塔坂本惣絵図』第1鋪の断片14
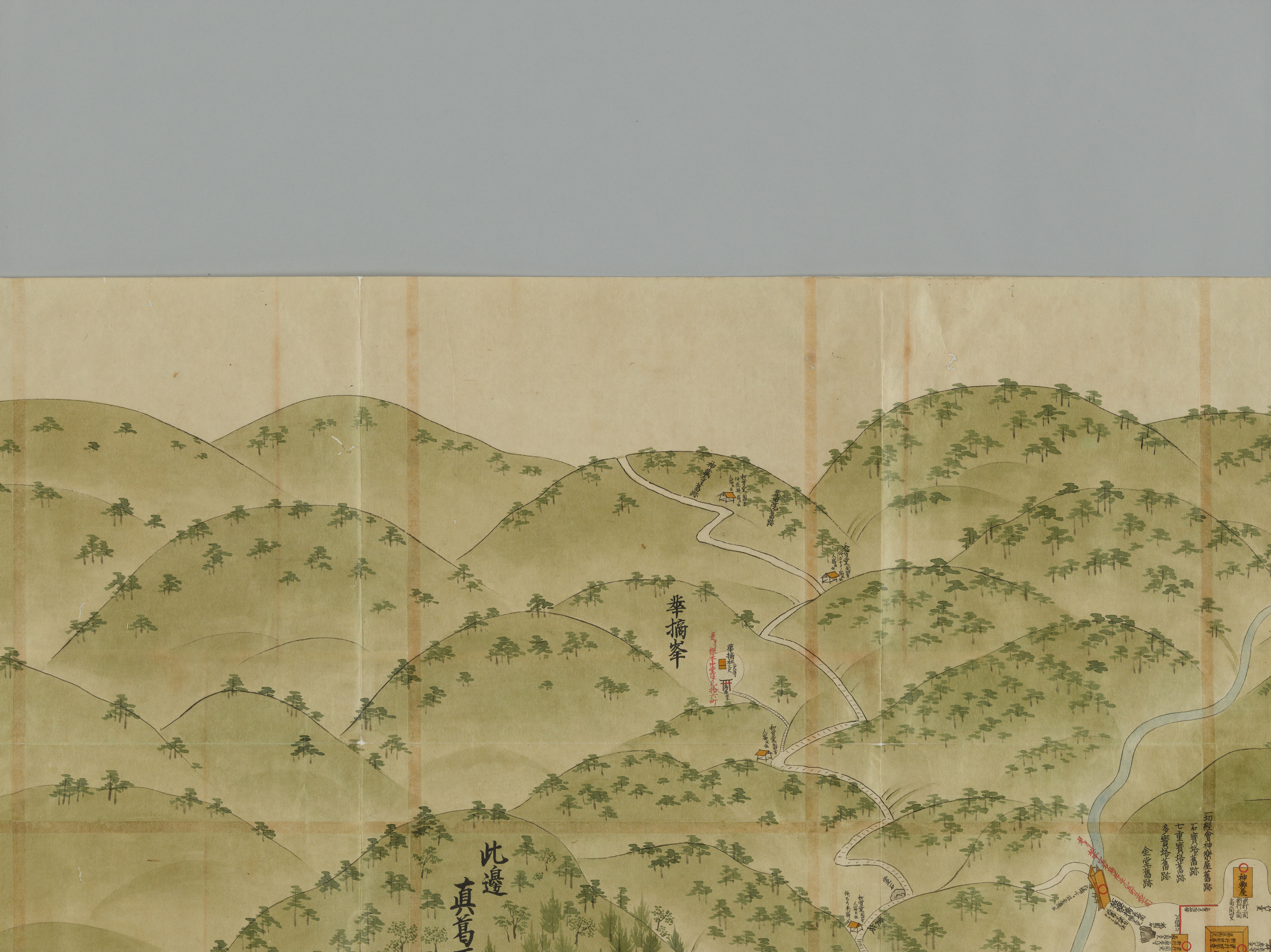
『山門三塔坂本惣絵図』第1鋪の断片15
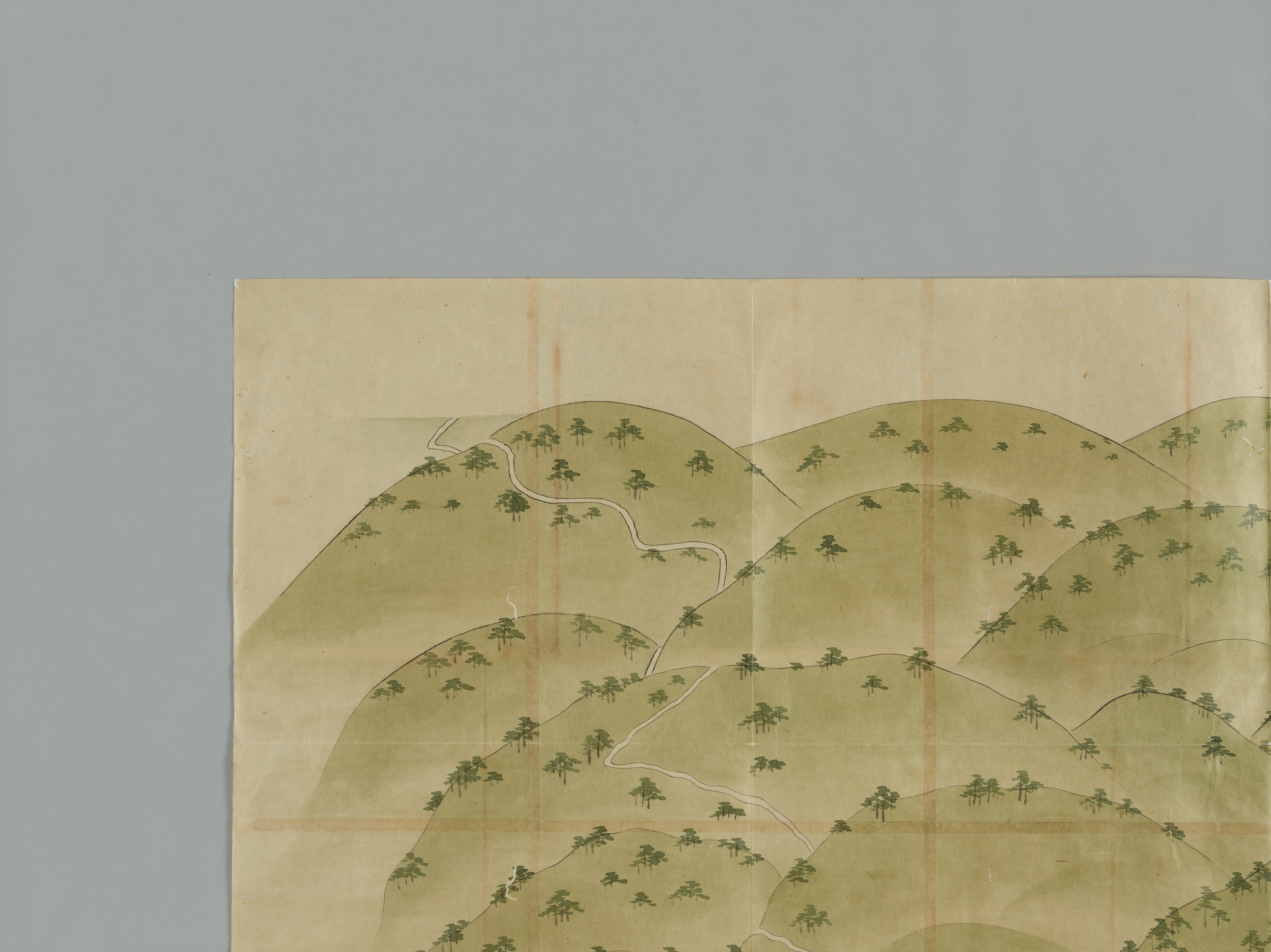
『山門三塔坂本惣絵図』第1鋪の断片16
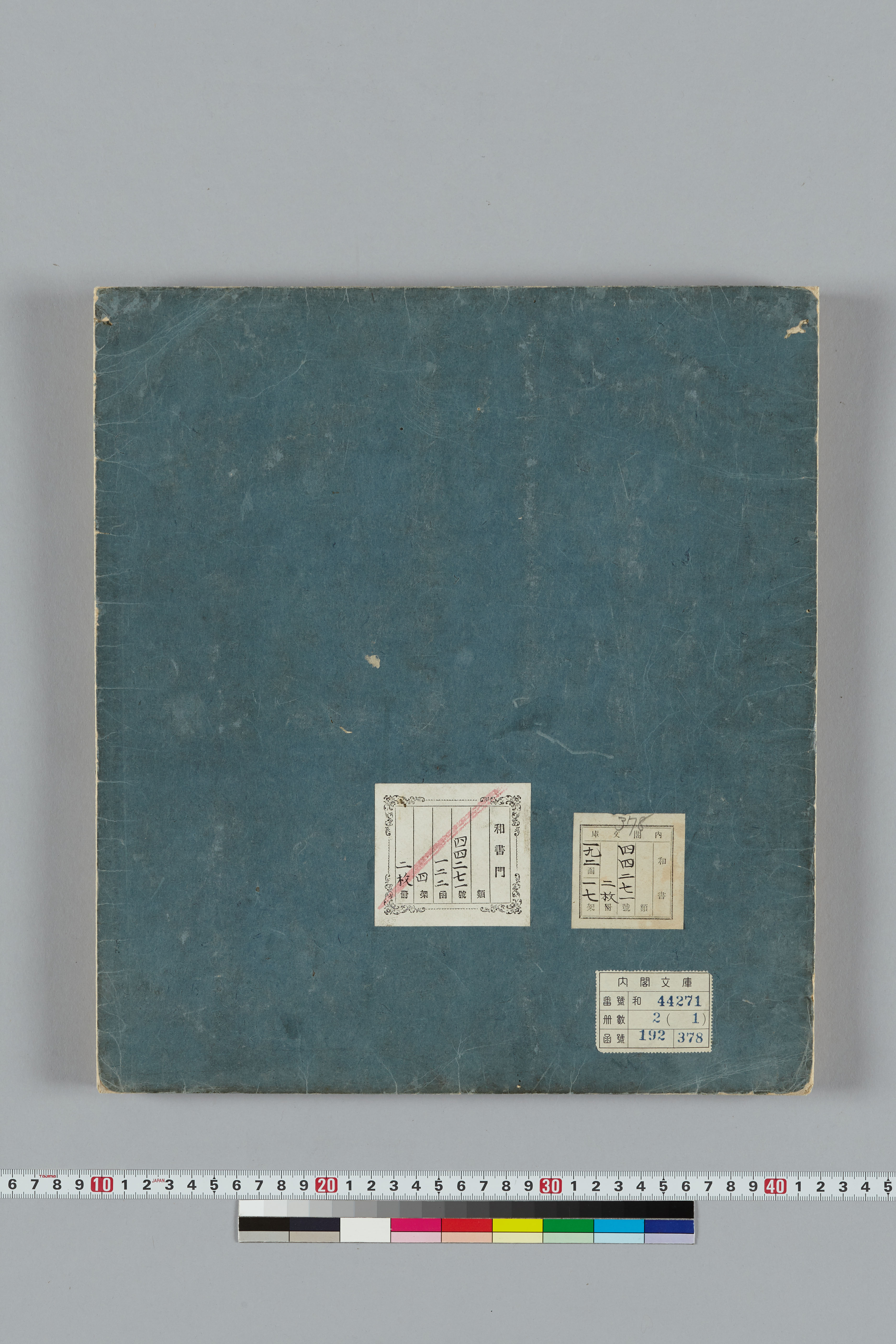
『山門三塔坂本惣絵図』第1鋪の裏表紙

#### TIFF (.tif)

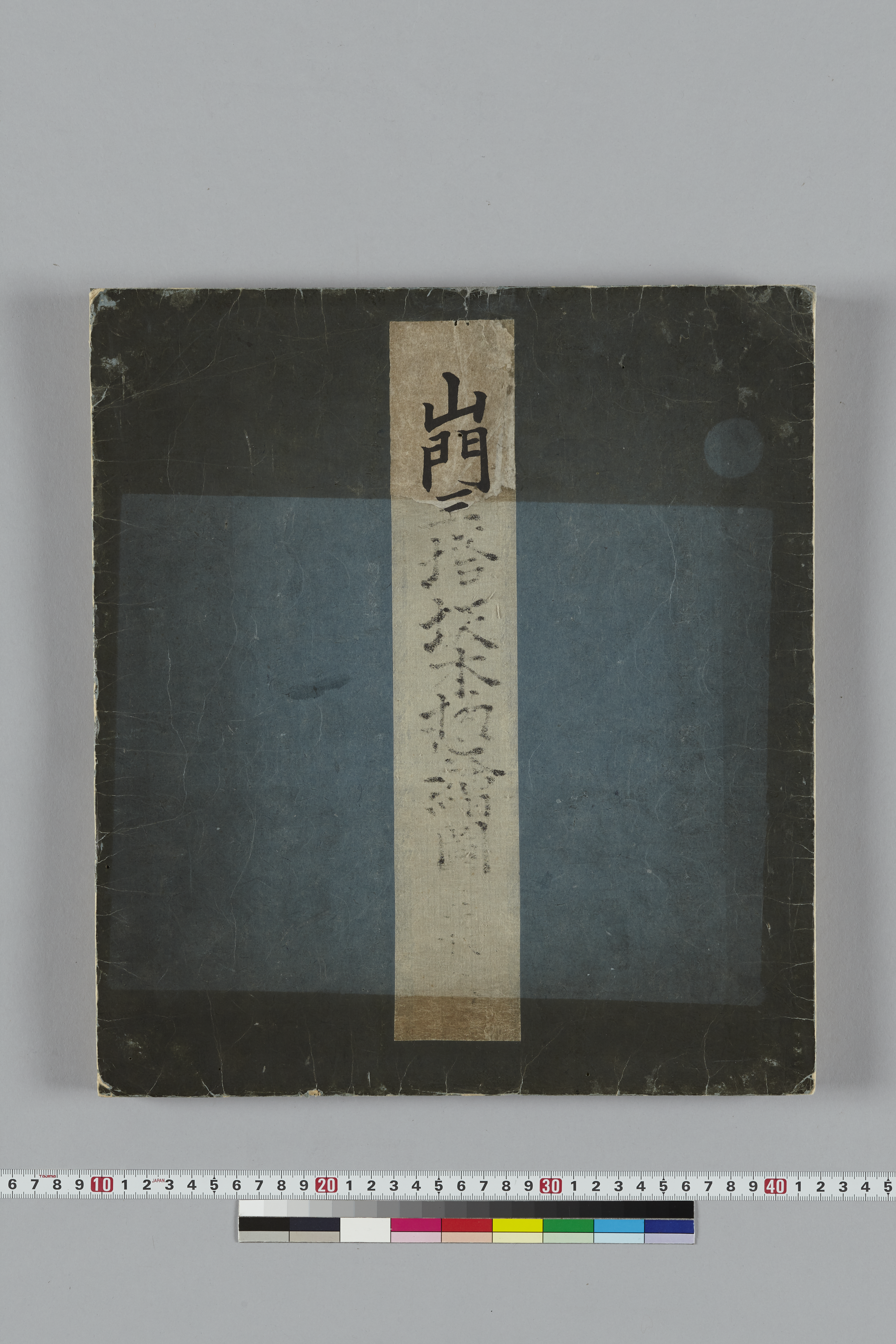
『山門三塔坂本惣絵図』第1鋪の表表紙
『山門三塔坂本惣絵図』第1鋪の断片1
『山門三塔坂本惣絵図』第1鋪の断片2
『山門三塔坂本惣絵図』第1鋪の断片3
『山門三塔坂本惣絵図』第1鋪の断片4
『山門三塔坂本惣絵図』第1鋪の断片5
『山門三塔坂本惣絵図』第1鋪の断片6
『山門三塔坂本惣絵図』第1鋪の断片7
『山門三塔坂本惣絵図』第1鋪の断片8
『山門三塔坂本惣絵図』第1鋪の断片9
『山門三塔坂本惣絵図』第1鋪の断片10
『山門三塔坂本惣絵図』第1鋪の断片11
『山門三塔坂本惣絵図』第1鋪の断片12
『山門三塔坂本惣絵図』第1鋪の断片13
『山門三塔坂本惣絵図』第1鋪の断片14
『山門三塔坂本惣絵図』第1鋪の断片15
『山門三塔坂本惣絵図』第1鋪の断片16
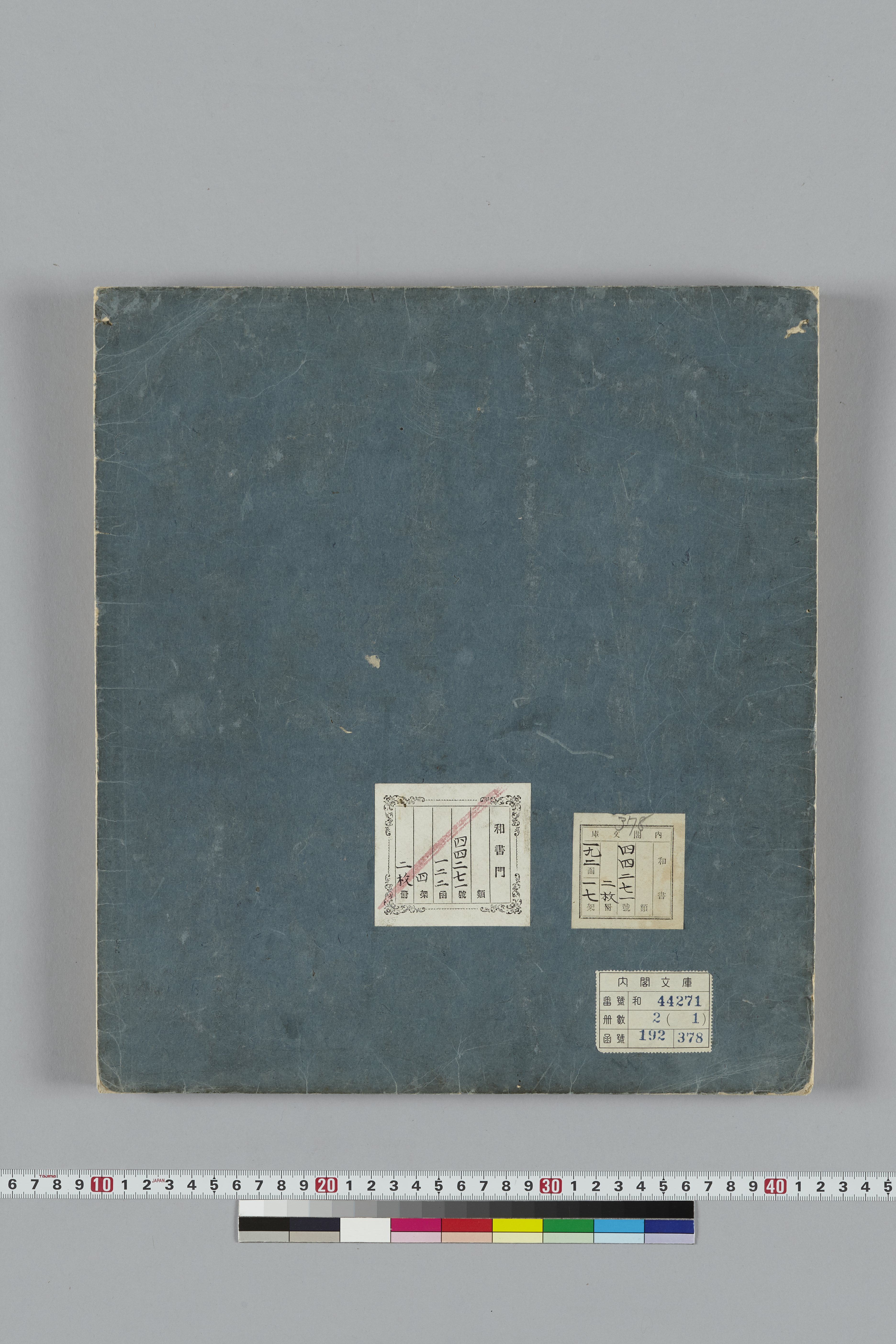
『山門三塔坂本惣絵図』第1鋪の裏表紙

### 『山門三塔坂本惣絵図』第2鋪

『山門三塔坂本惣絵図』第2鋪 (比叡山延暦寺の東塔地区と西塔地区の地図)

#### JPEG (.jpg)

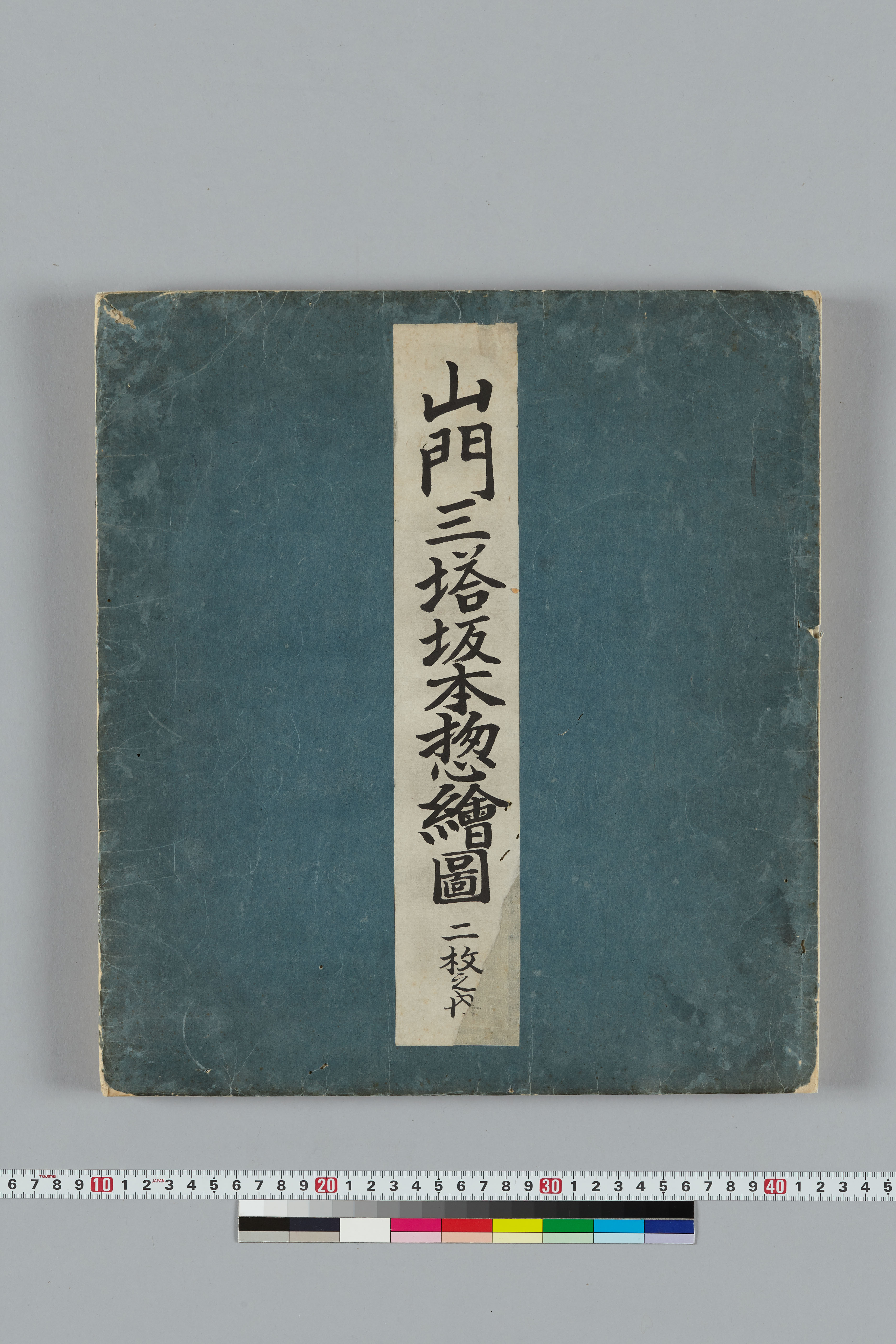
『山門三塔坂本惣絵図』第2鋪の表表紙
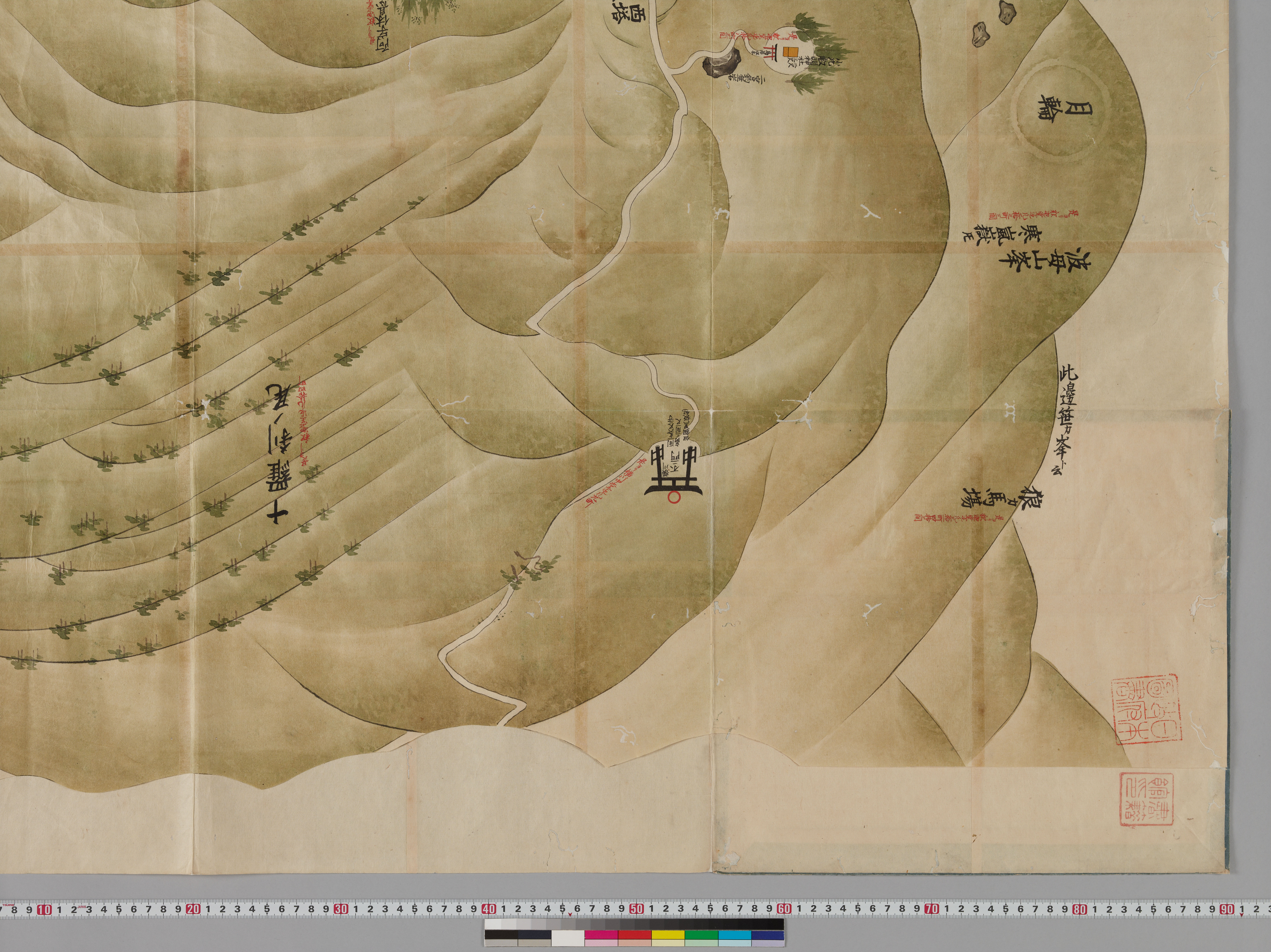
『山門三塔坂本惣絵図』第2鋪の断片1
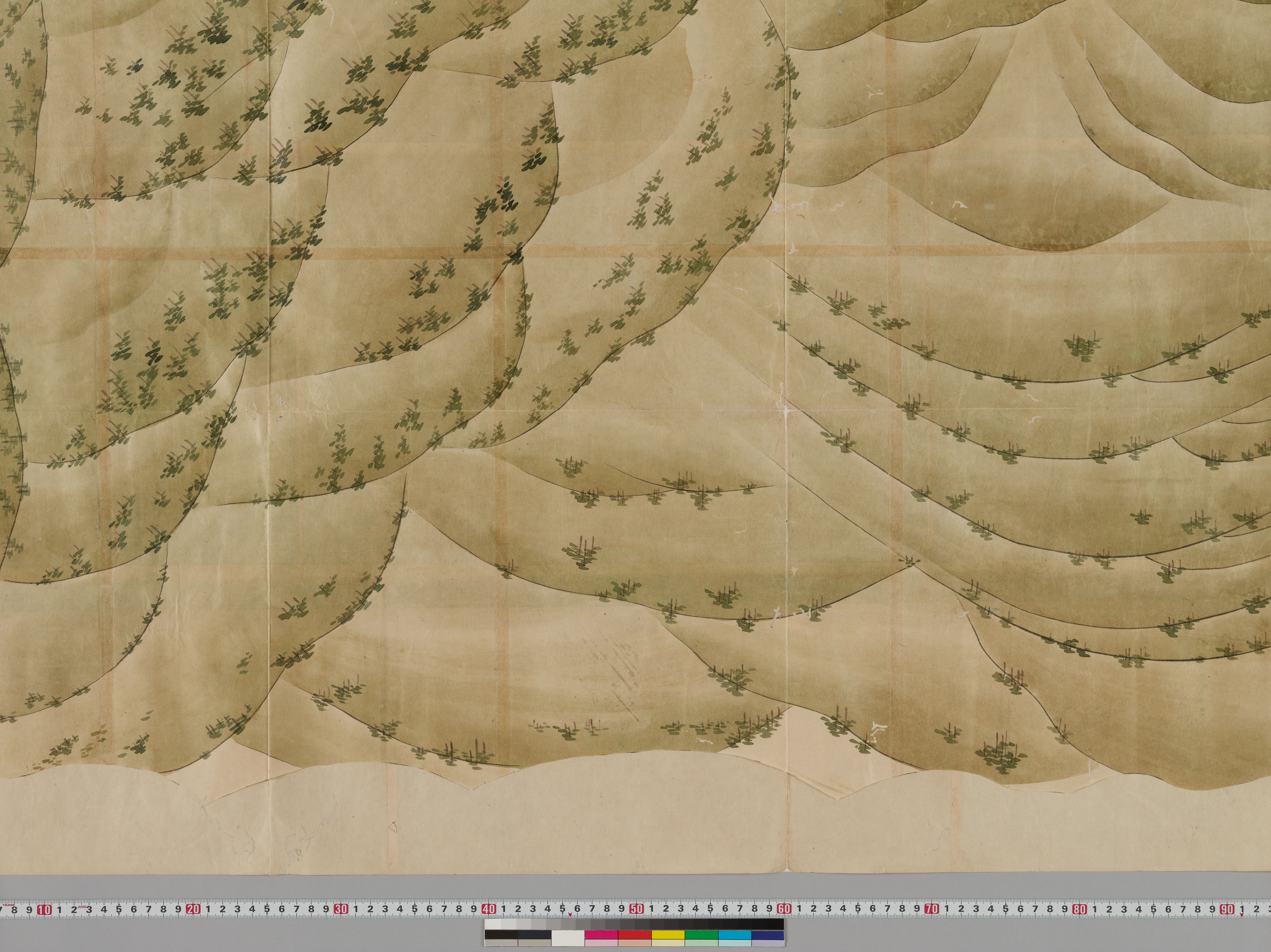
『山門三塔坂本惣絵図』第2鋪の断片2
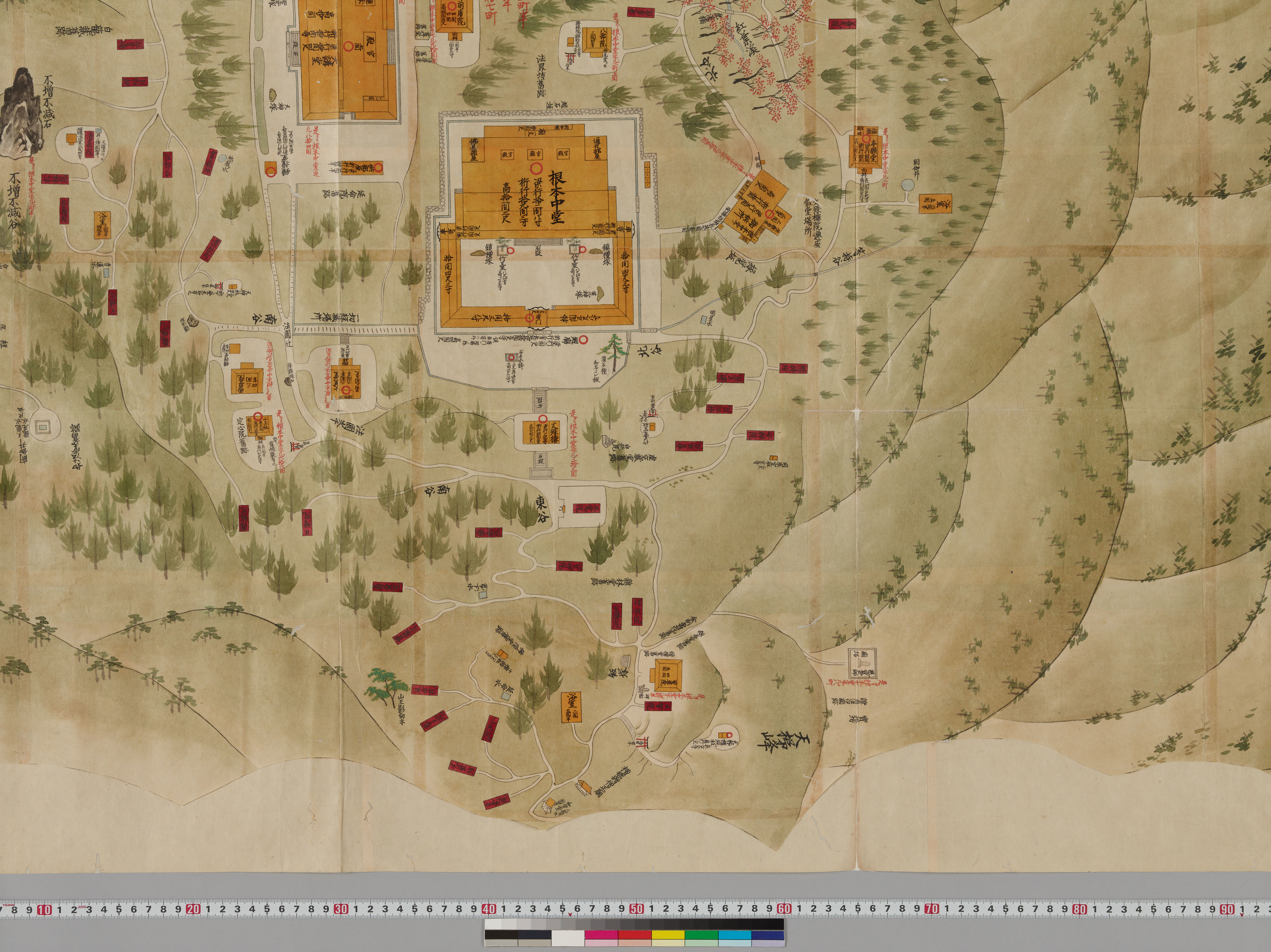
『山門三塔坂本惣絵図』第2鋪の断片3
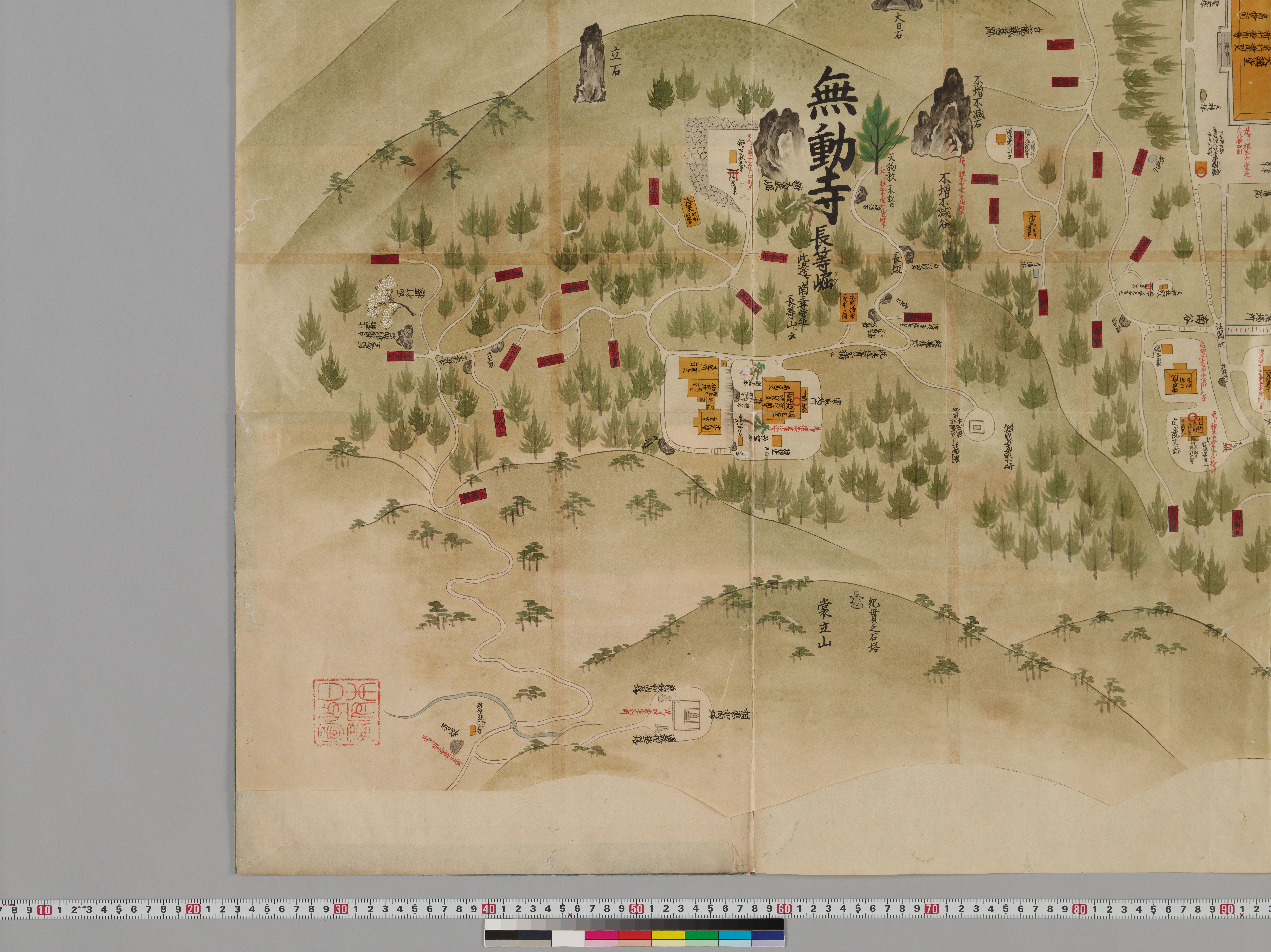
『山門三塔坂本惣絵図』第2鋪の断片4
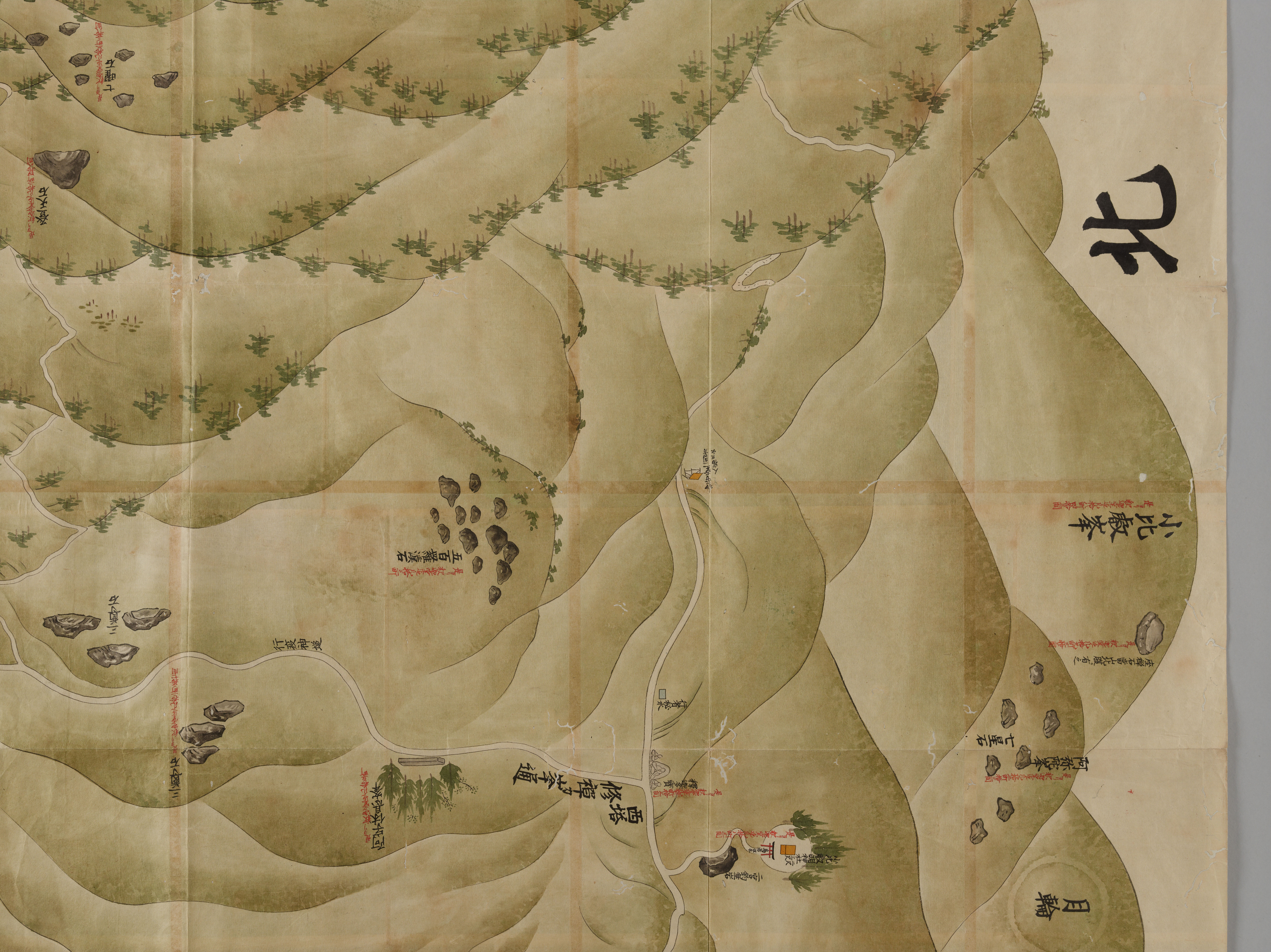
『山門三塔坂本惣絵図』第2鋪の断片5
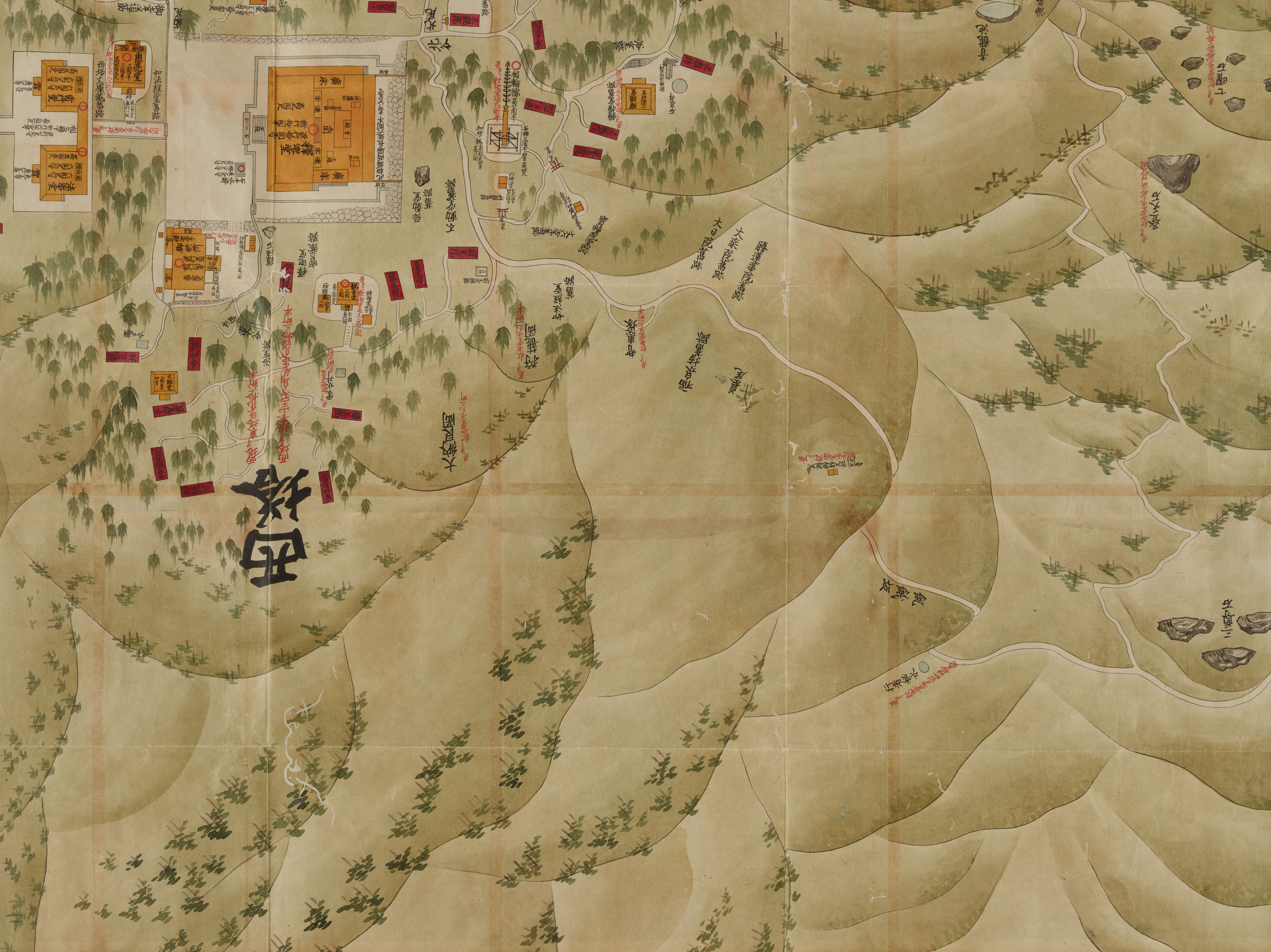
『山門三塔坂本惣絵図』第2鋪の断片6
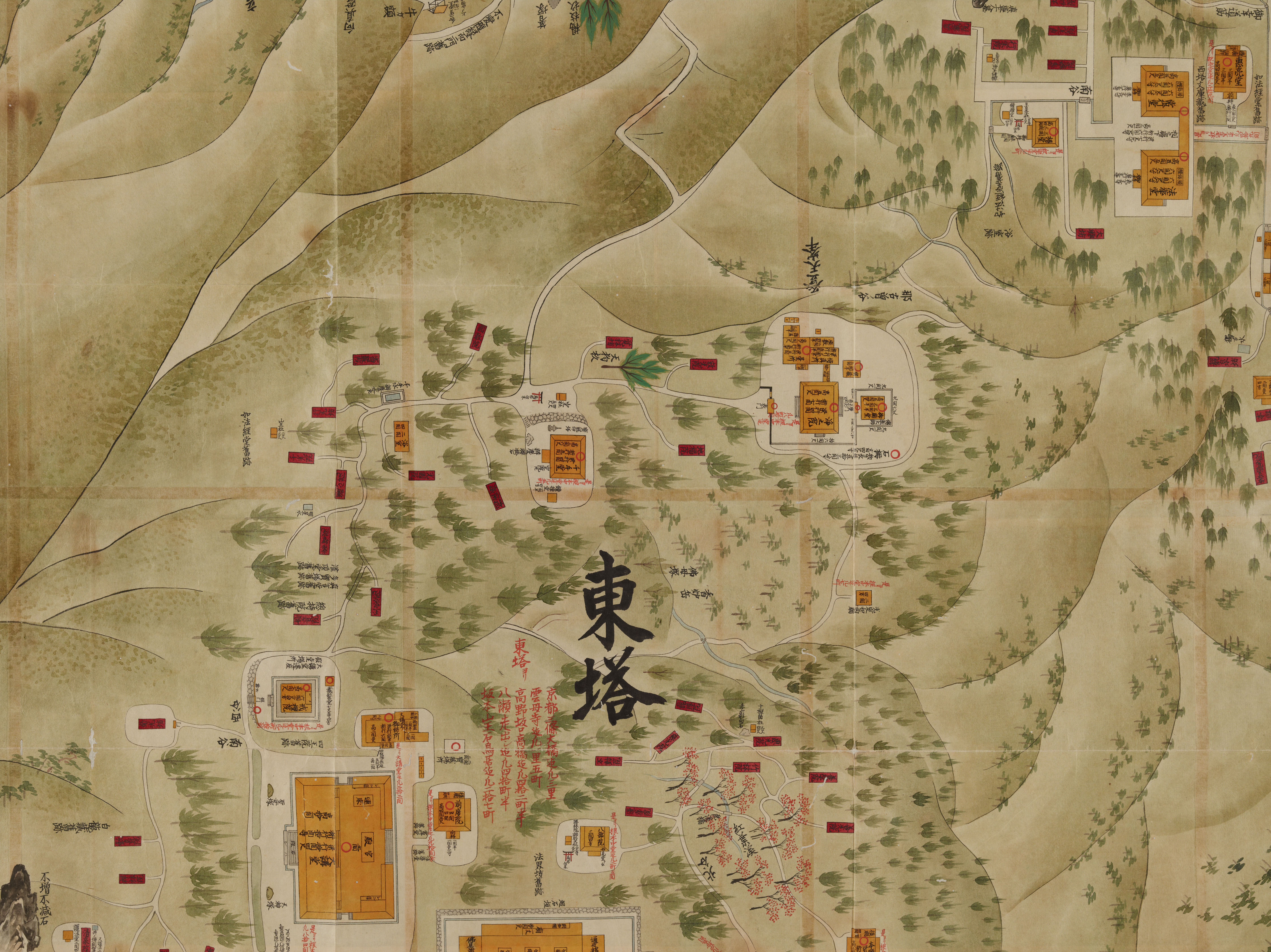
『山門三塔坂本惣絵図』第2鋪の断片7
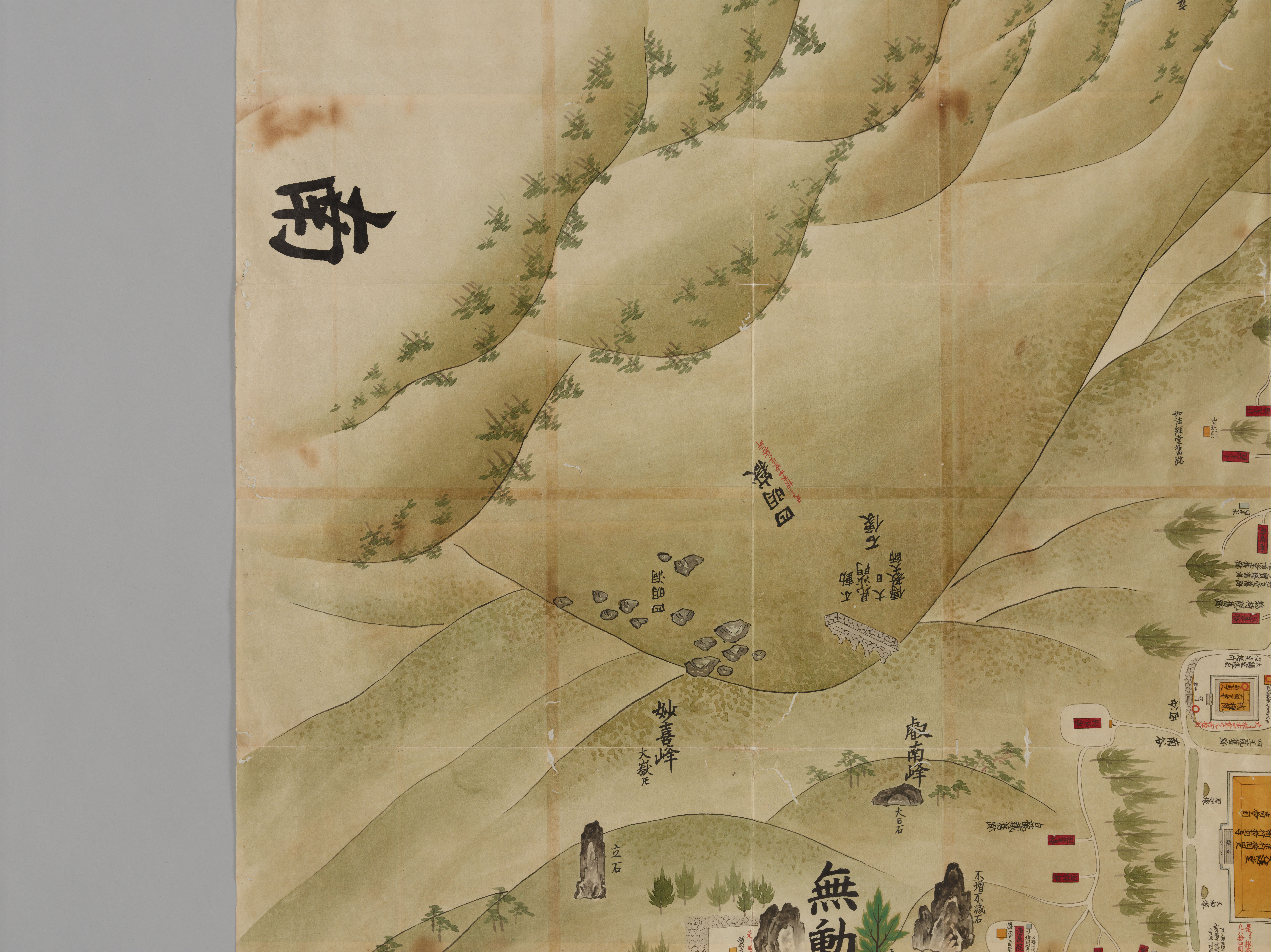
『山門三塔坂本惣絵図』第2鋪の断片8
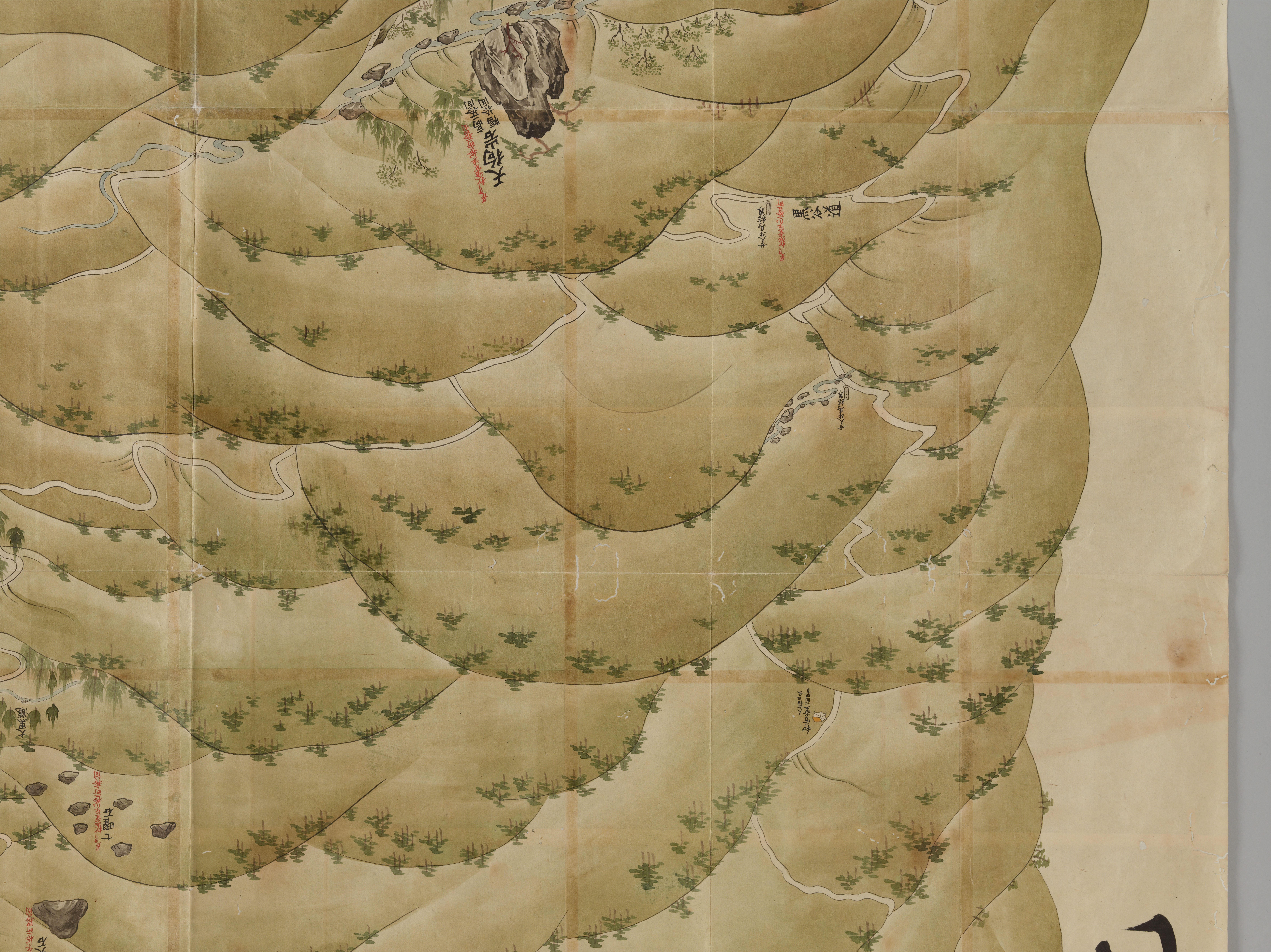
『山門三塔坂本惣絵図』第2鋪の断片9
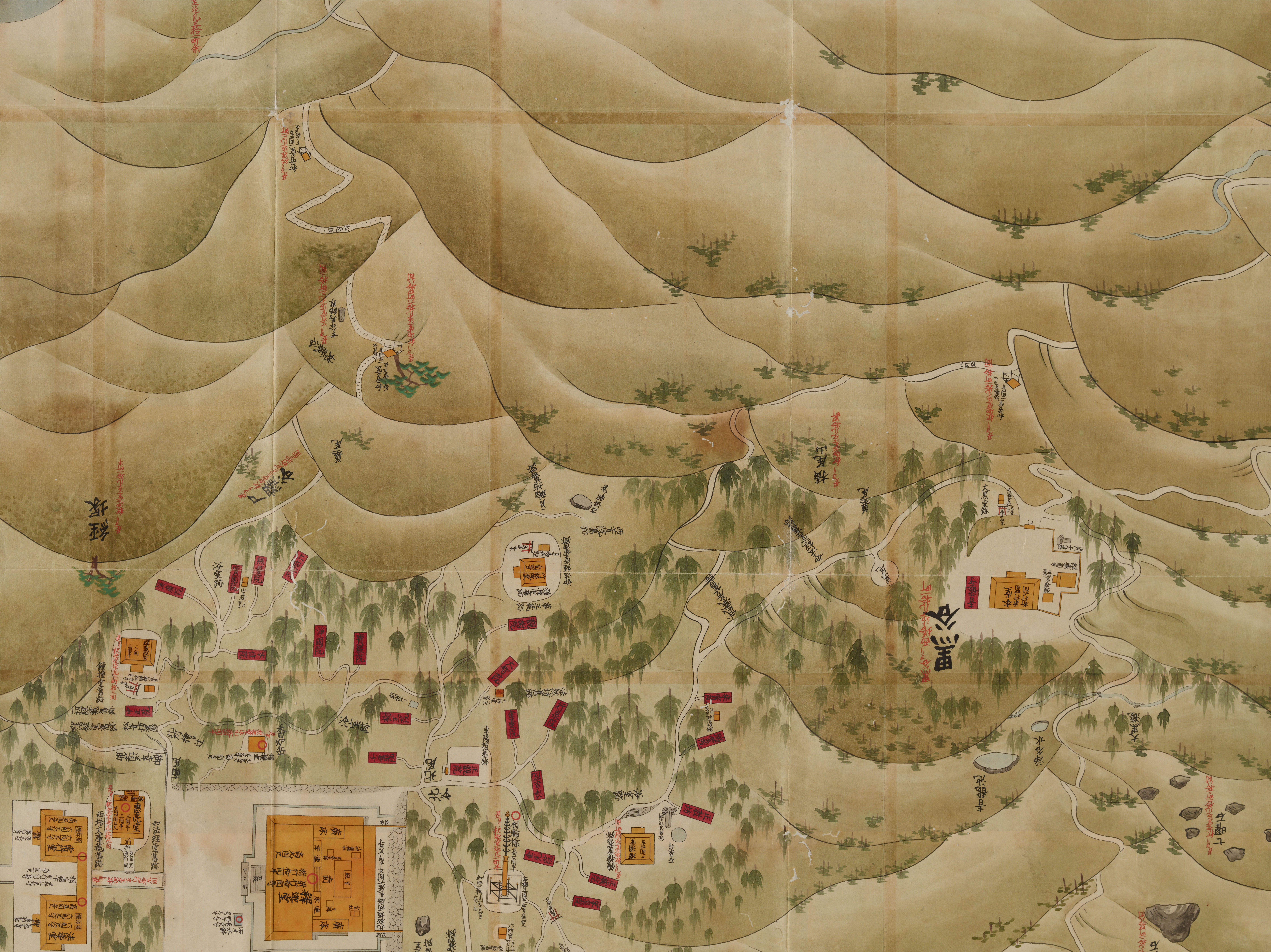
『山門三塔坂本惣絵図』第2鋪の断片10
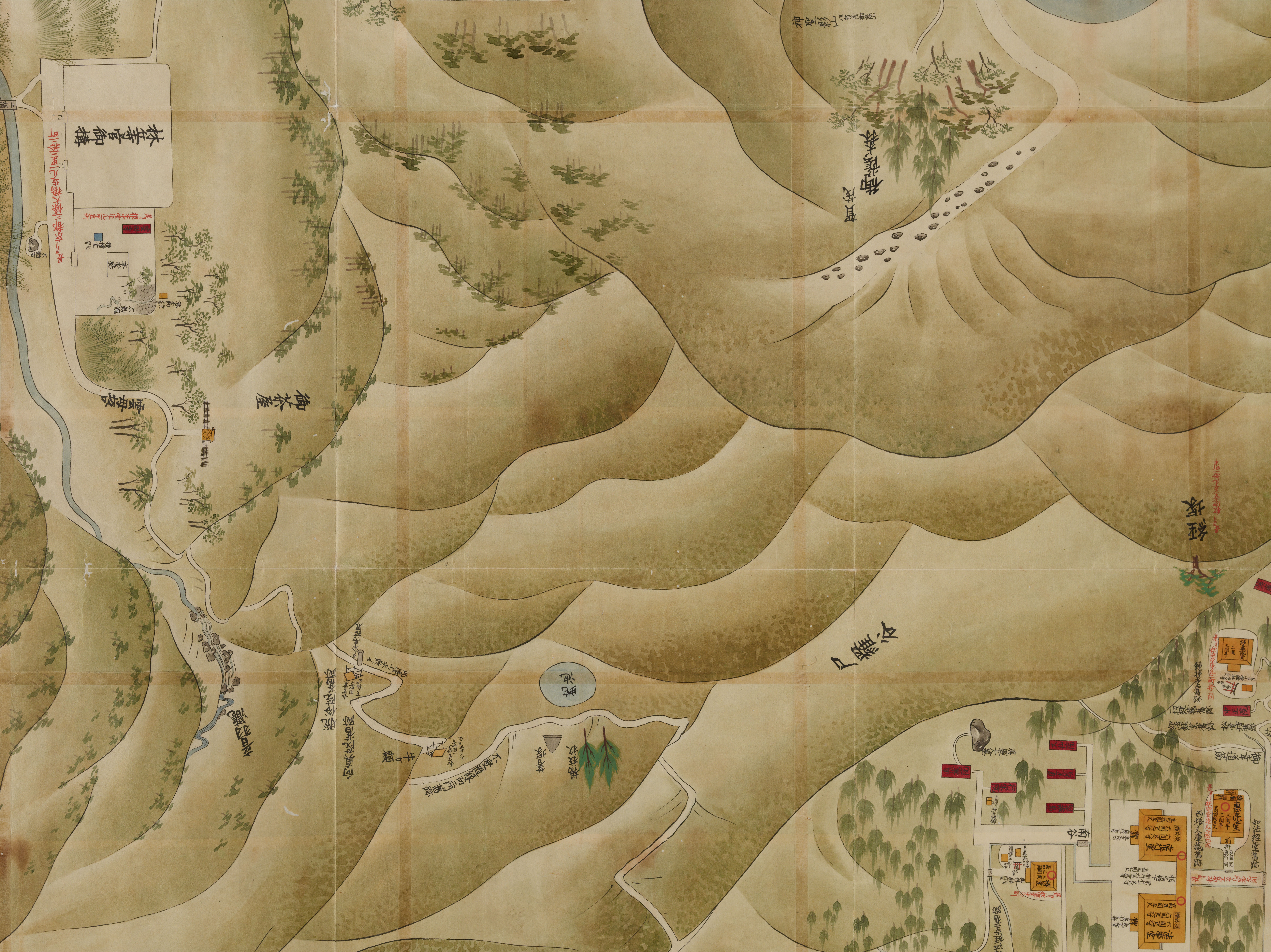
『山門三塔坂本惣絵図』第2鋪の断片11
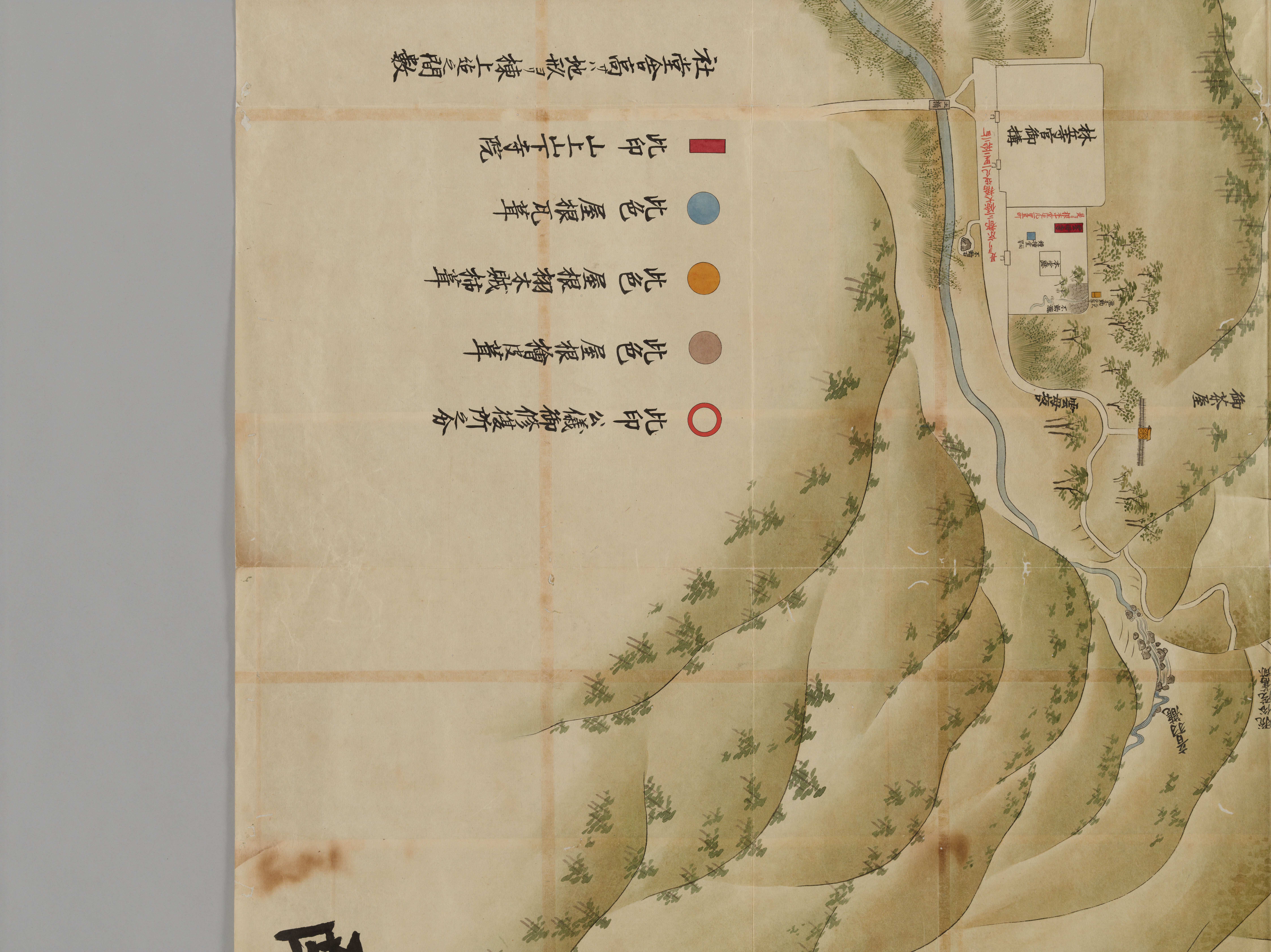
『山門三塔坂本惣絵図』第2鋪の断片12
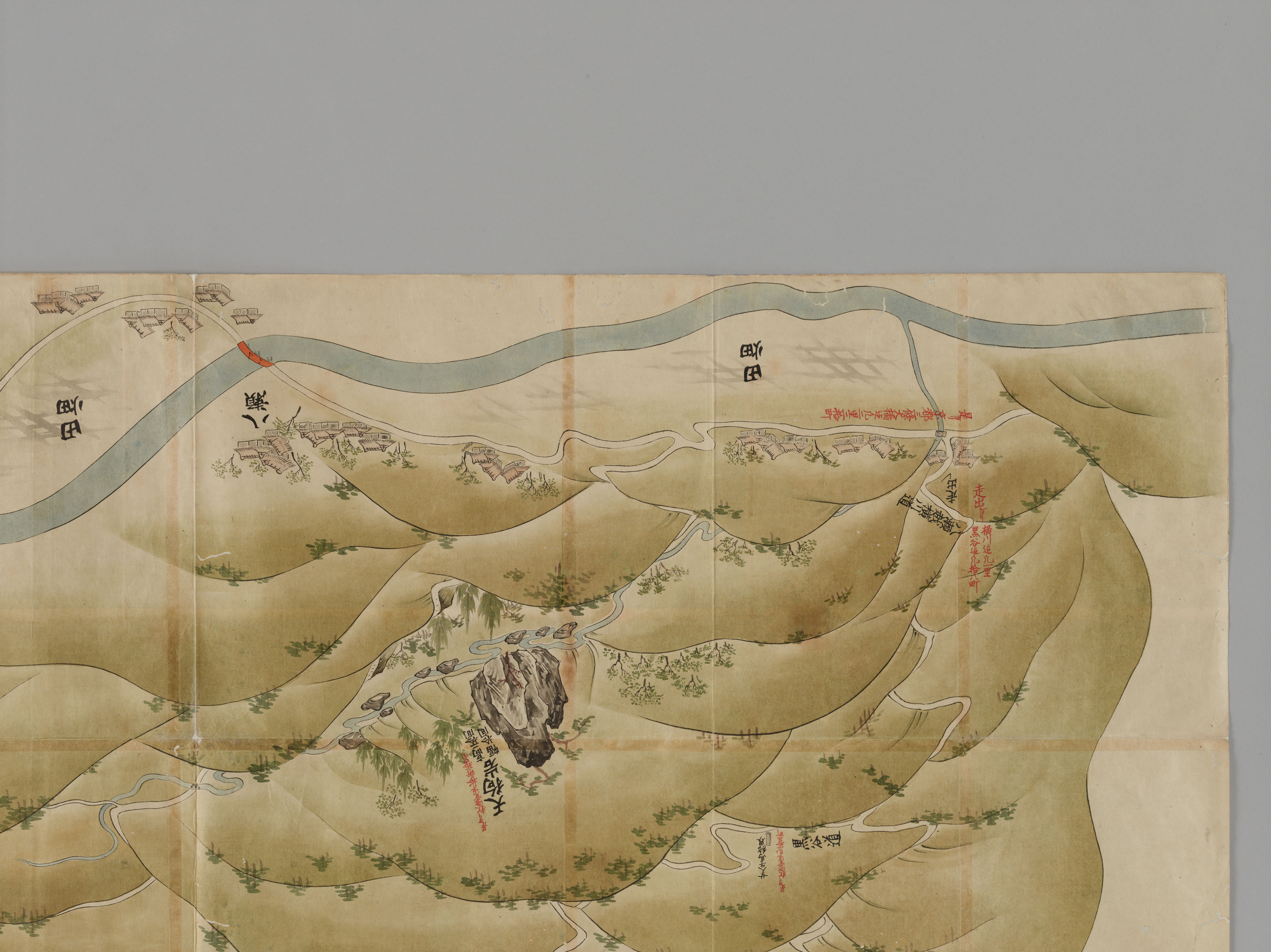
『山門三塔坂本惣絵図』第2鋪の断片13
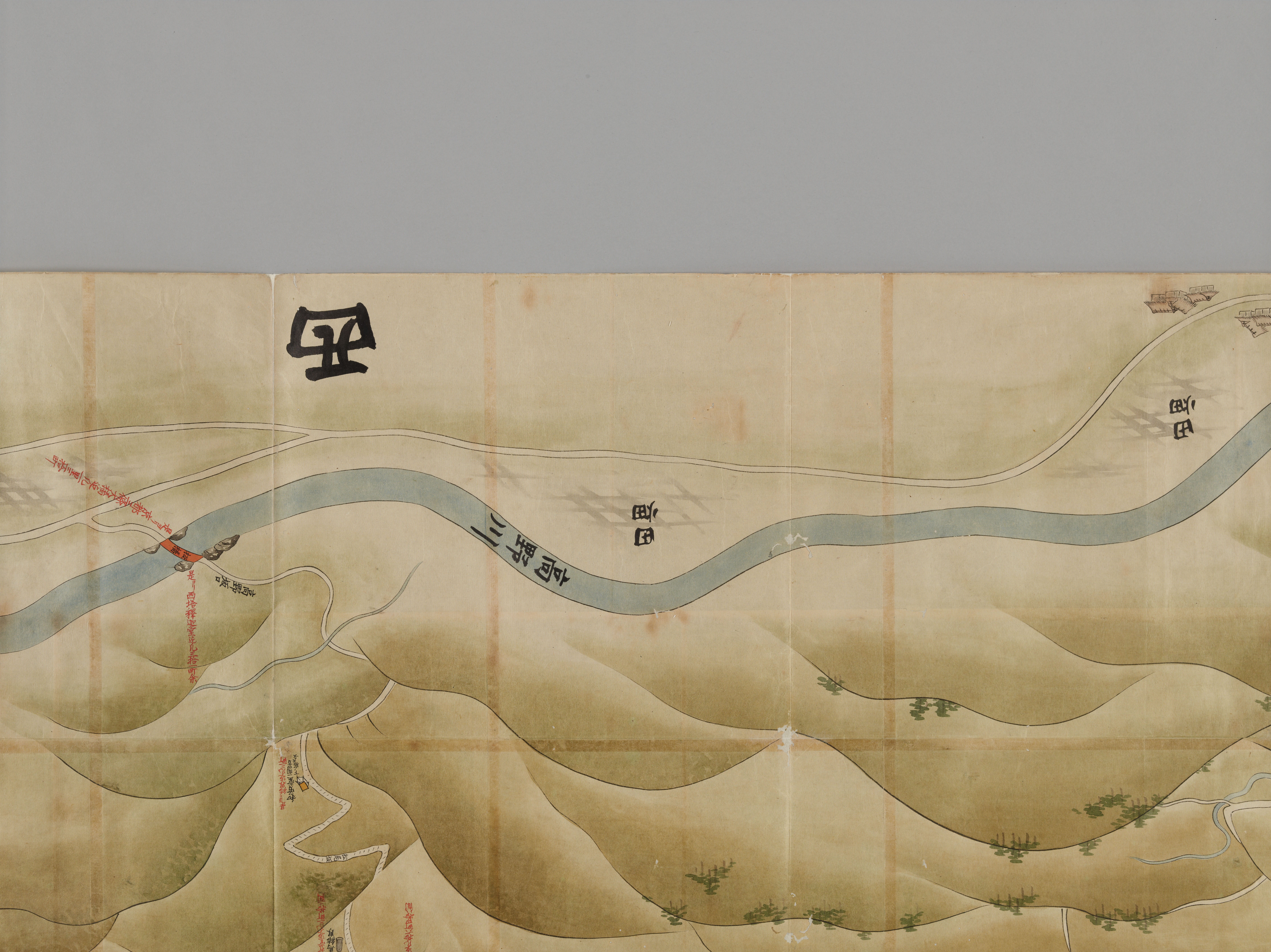
『山門三塔坂本惣絵図』第2鋪の断片14
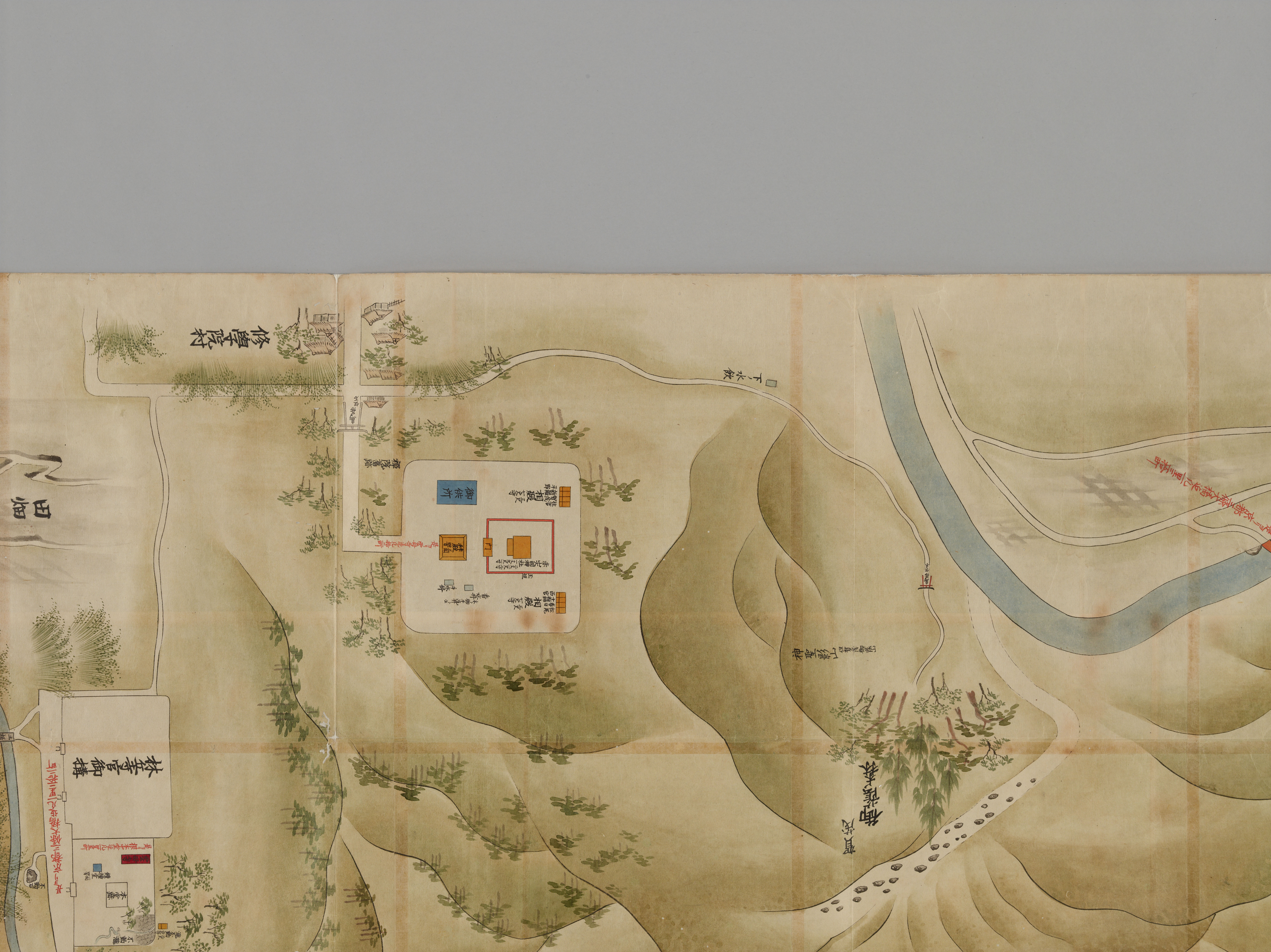
『山門三塔坂本惣絵図』第2鋪の断片15
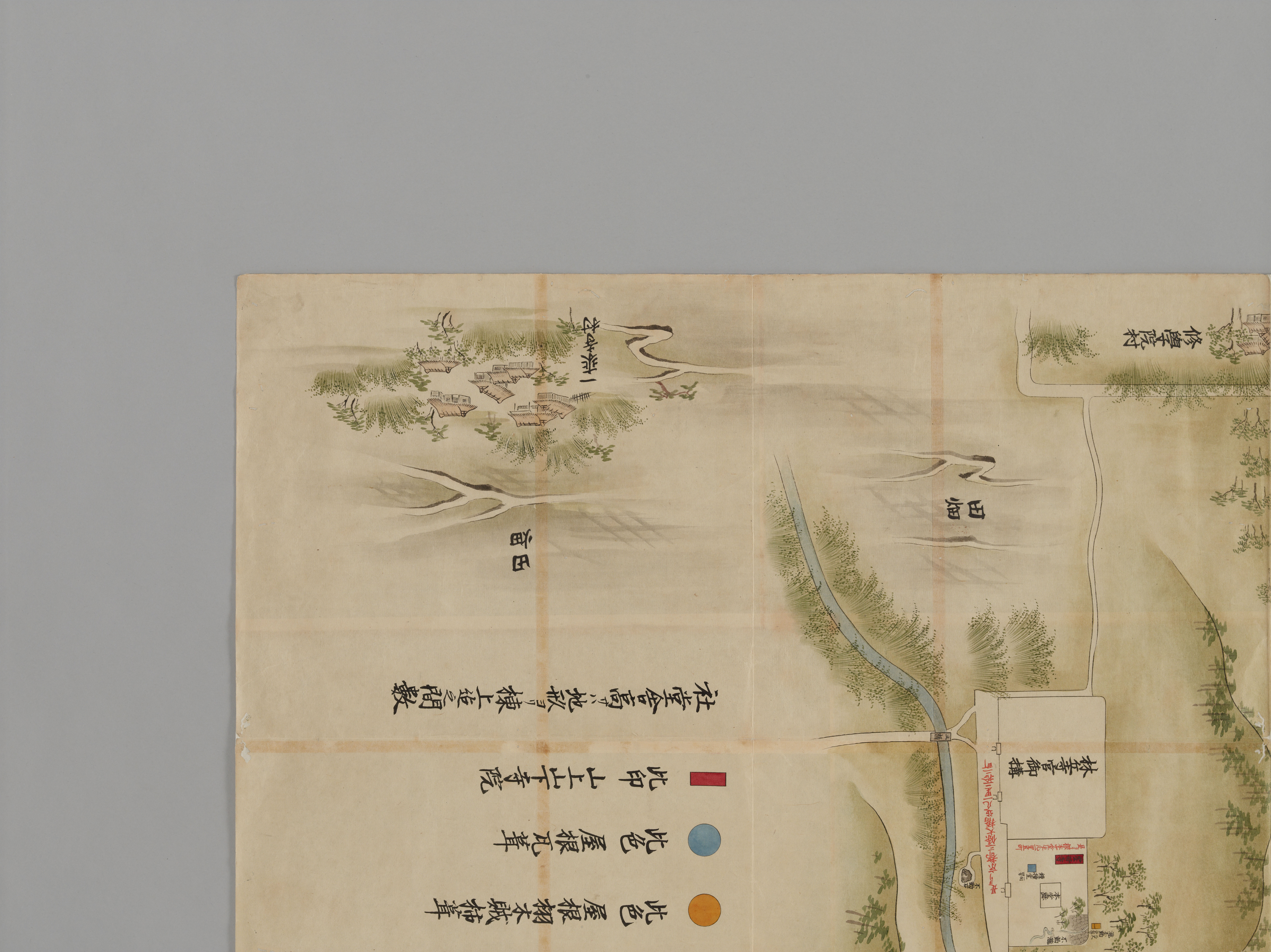
『山門三塔坂本惣絵図』第2鋪の断片16
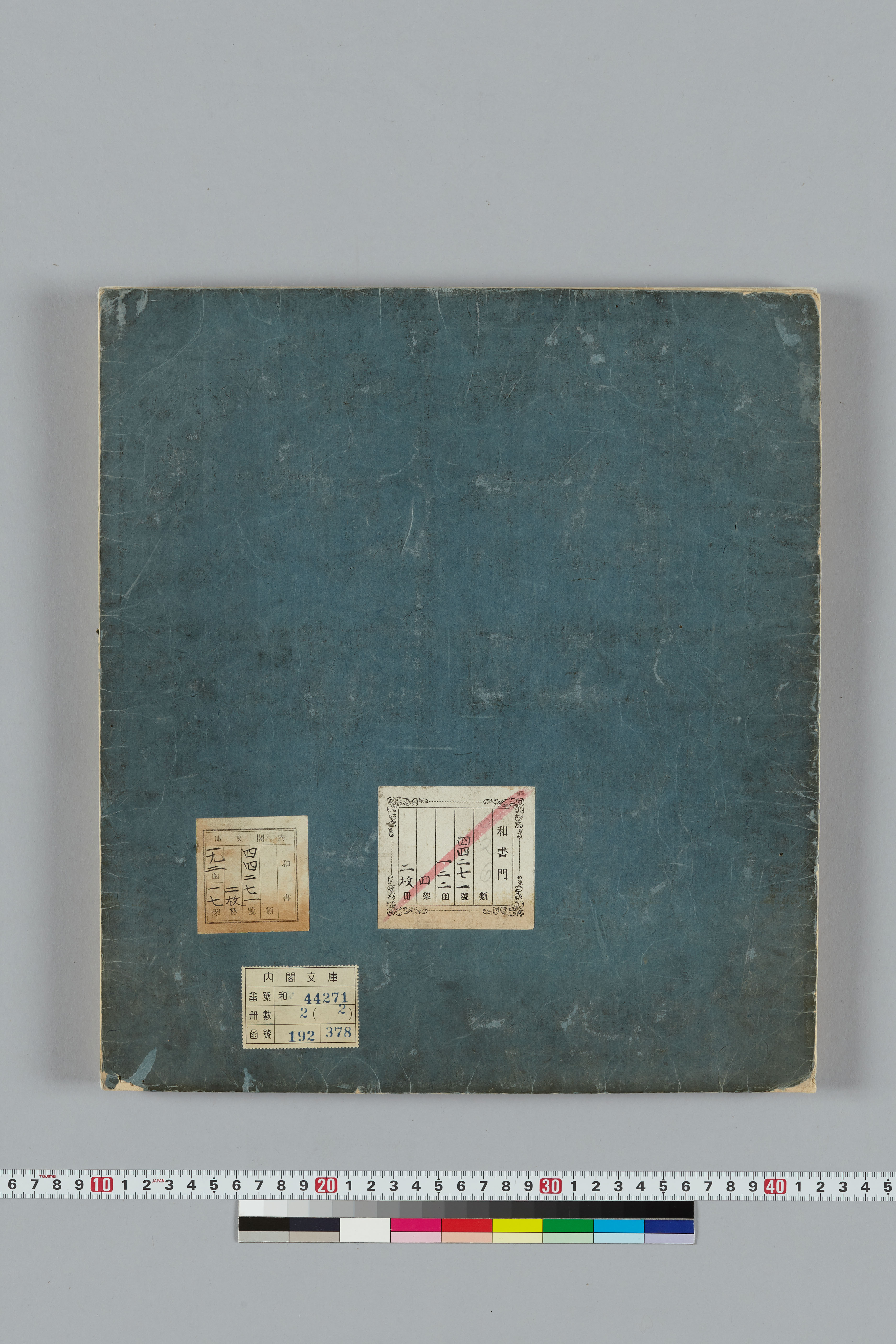
『山門三塔坂本惣絵図』第2鋪の裏表紙

#### TIFF (.tif)

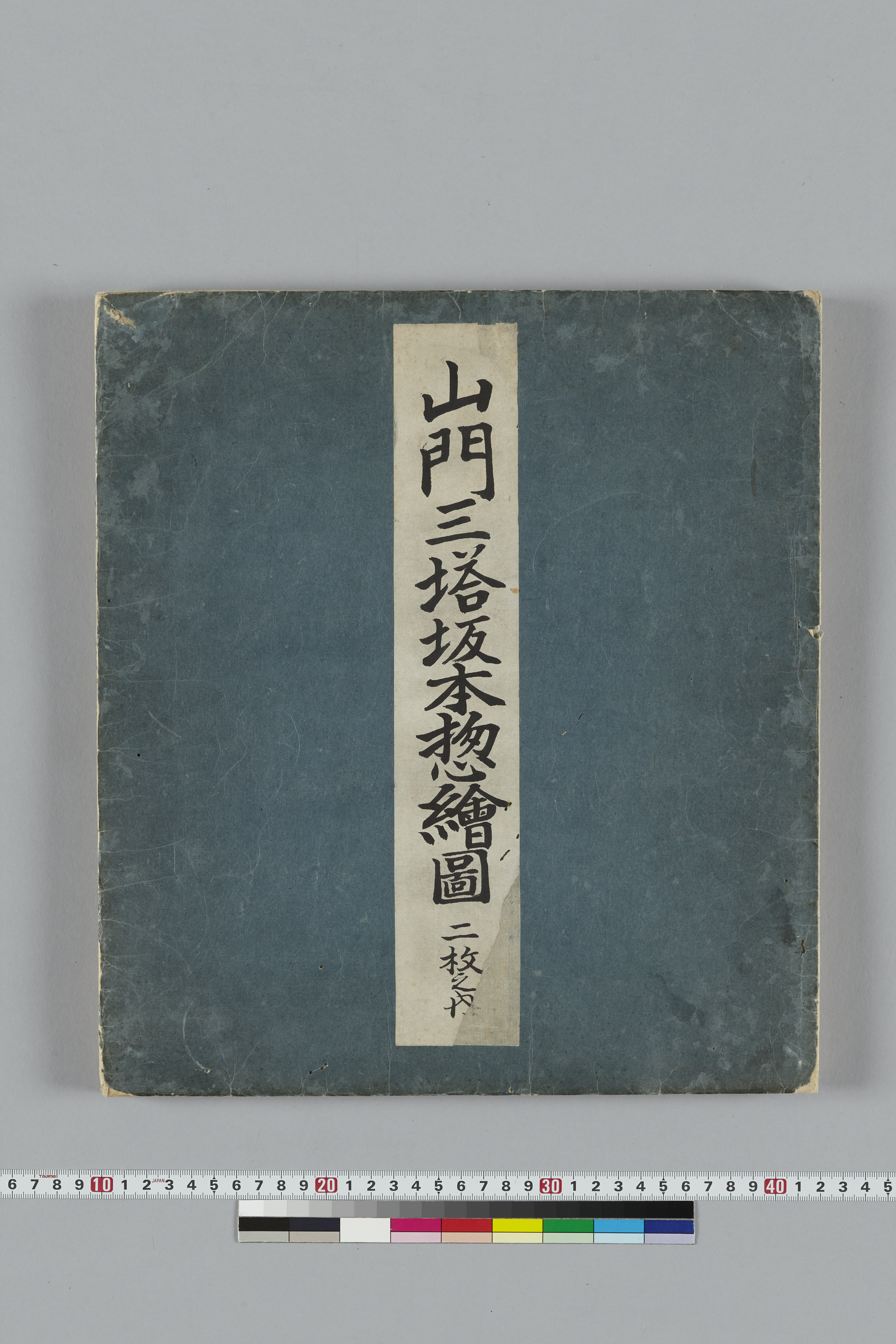
『山門三塔坂本惣絵図』第2鋪の表表紙
『山門三塔坂本惣絵図』第2鋪の断片1
『山門三塔坂本惣絵図』第2鋪の断片2
『山門三塔坂本惣絵図』第2鋪の断片3
『山門三塔坂本惣絵図』第2鋪の断片4
『山門三塔坂本惣絵図』第2鋪の断片5
『山門三塔坂本惣絵図』第2鋪の断片6
『山門三塔坂本惣絵図』第2鋪の断片7
『山門三塔坂本惣絵図』第2鋪の断片8
『山門三塔坂本惣絵図』第2鋪の断片9
『山門三塔坂本惣絵図』第2鋪の断片10
『山門三塔坂本惣絵図』第2鋪の断片11
『山門三塔坂本惣絵図』第2鋪の断片12
『山門三塔坂本惣絵図』第2鋪の断片13
『山門三塔坂本惣絵図』第2鋪の断片14
『山門三塔坂本惣絵図』第2鋪の断片15
『山門三塔坂本惣絵図』第2鋪の断片16
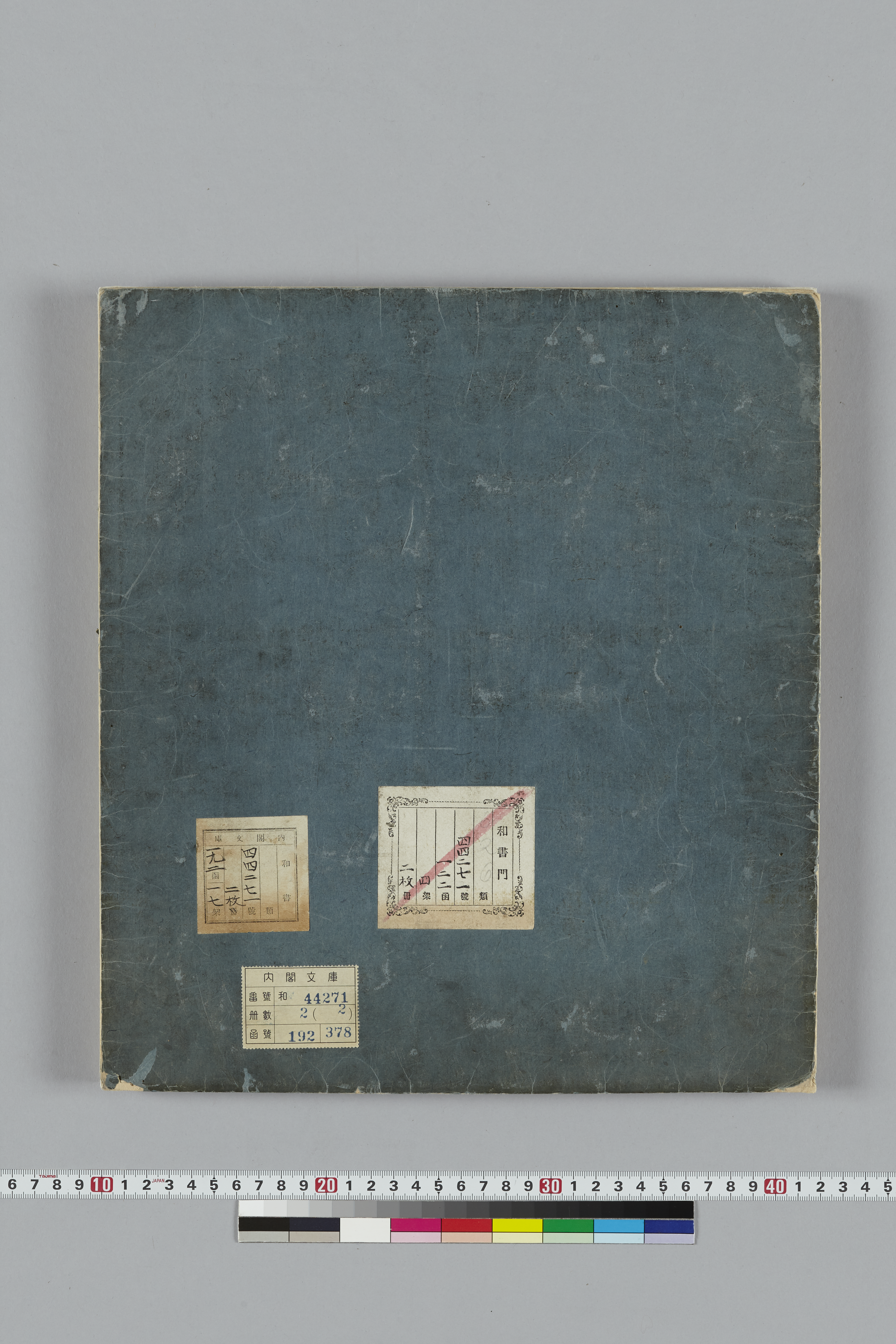
『山門三塔坂本惣絵図』第2鋪の裏表紙